# Monferrato
Il Monferrato (Monfrà [muŋˈfra] in piemontese, Mons ferratus in latino) è una regione storico-geografica del Piemonte.
Il suo territorio, quasi esclusivamente di natura collinare, è compreso principalmente all'interno delle province di Alessandria e Asti e si estende verso sud a partire dalla destra idrografica del Po sino a giungere ai piedi dell'Appennino ligure sul confine con la città metropolitana di Genova e la provincia di Savona. Confina inoltre con altre regioni geografiche e storiche del Piemonte appartenenti alla provincia di Cuneo, ossia le Langhe e il Roero, e a nord-est con la regione storica della Lomellina (oggi amministrativamente lombarda). Il territorio infine confluisce a ovest, senza soluzione di continuità, nella zona delle Colline torinesi.
Il 1º giugno 2006 fu presentato ufficialmente a Parigi, dalla delegazione costituita dalle province di Asti, Alessandria e Cuneo, il dossier di candidatura per includere il territorio del Monferrato degli Infernòt, del Barbera e dell'Asti spumante assieme a quello delle Langhe, del Roero e della Valtellina, nella lista del Patrimonio Mondiale dell'umanità dell'UNESCO. Il giorno 22 giugno 2014, durante la 38ª sessione del comitato UNESCO a Doha, è stato ufficialmente incluso, assieme a Langhe e Roero, nella lista dei beni del Patrimonio dell'Umanità.
Nel 2020 è stata lanciata la candidatura congiunta delle città monferrine di Acqui Terme, Casale Monferrato e Ovada sotto il nome di "Gran Monferrato" a Capitale Europea del Vino 2024. Nel 2023 la candidatura, insieme con l'Alto Piemonte di Ghemme e Gattinara, ha ottenuto l'investitura ufficiale, superando le candidature di Montepulciano (Siena) e di San Clemente (Rimini).

## Etimologia
(Giosuè Carducci, Piemonte)
Vi sono varie interpretazioni e ipotesi sull'etimologia della parola "Monferrato", ma a oggi nessuna certa.
Assolutamente non plausibili: quella sostenuta da Aldo di Ricaldone che la farebbe derivare da "Monte" e da "farro", una varietà di frumento; un'altra secondo la quale deriverebbe dal latino "Mons ferax", cioè monte fertile e ricco; un'altra ancora farebbe riferimento ai ferri lasciati dai Romani nella loro conquista, da cui "Mons ferratus". Infine un'interpretazione, che è quella più suggestiva ma inverosimile, deriverebbe da una leggenda secondo la quale Aleramo, volendo ferrare un cavallo e non trovando i materiali adatti, usò un mattone ("mun" in monferrino) e così il cavallo fu ferrato "frà": da qui il nome Monferrato. Più recentemente, Aldo A. Settia, ha proposto una nuova interpretazione del toponimo, che potrebbe derivare, analogamente ai numerosi toponimi simili diffusi tra Piemonte e Lombardia occidentale, dalla presenza di un tipo di terreno detto "ferrétto".

## Geografia
Basso Monferrato
     Monferrato Astigiano
     Alto Monferrato

Mappa del Monferrato
Basso Monferrato
Monferrato Astigiano
Alto Monferrato

Il Monferrato è frequentemente distinto in tre porzioni principali che nulla hanno a che fare con la storia del territorio che, fino al Settecento (epoca in cui si concluse la sua esistenza di Stato) è sempre identificato, nei documenti, esclusivamente come "Monferrato" senza alcuna ulteriore distinzione:

### Basso Monferrato
Il Basso Monferrato (o Casalese) si caratterizza per le sue morbide colline che, con l'esclusione del Sacro Monte di Crea (455 m), non raggiungono mai altezze superiori ai 400 metri; territorialmente comprende la parte della provincia di Alessandria consistente nei paesi che gravitano attorno a Casale Monferrato, una delle capitali storiche di questo territorio. Viene delimitata a nord e a est dal corso dei fiumi Po e Tanaro.
Altra città rilevante è sicuramente Valenza. Il territorio rappresenta una commistione tra il paesaggio collinare e la pianura che si caratterizzano, rispettivamente, per la coltivazione vitivinicola e quella risicola. Numerosi sono i castelli così come caratteristici sono i borghi spesso contraddistinti dalla tipica "Pietra da Cantone" di cui sono costituiti.

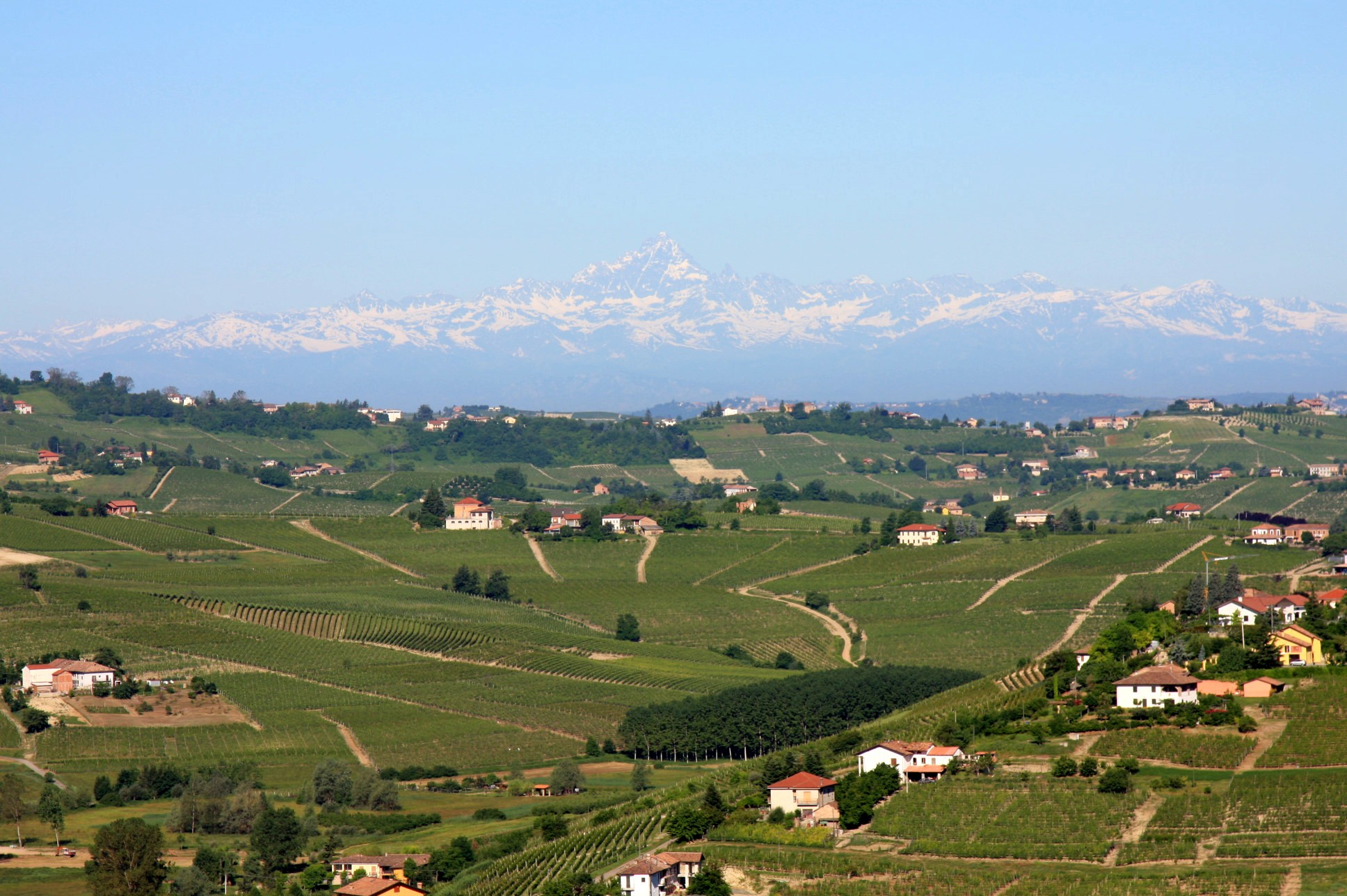
Vista da San Marzano Oliveto, Monferrato astigiano, verso il Monviso

### Monferrato Astigiano
Il Monferrato Astigiano (o Basso Monferrato Astigiano) identifica buona parte della Provincia di Asti (con l'eccezione della Langa Astigiana) ed è caratterizzato da una conformazione prevalentemente collinare e da diversi borghi storici quali ad esempio Moncalvo, Grazzano Badoglio, Montemagno, Montiglio a nord del fiume Tanaro, Nizza Monferrato, Mombaruzzo, Incisa Scapaccino, Bruno, Fontanile a sud. Asti è il cuore geografico di questo macro-territorio, delimitato a sud dalla valle del fiume Belbo e a ovest approssimativamente dal percorso del torrente Versa e alla cui destra orografica si localizza quell'area denominata Astesana. Il punto più alto del territorio è la collina di Albugnano a 549 metri s.l.m.

### Alto Monferrato
L'Alto Monferrato si estende verso sud della provincia di Alessandria, ai confini con la Liguria e la provincia di Asti. È caratterizzato da piccoli borghi, isolati sui dossi collinari, di castelli fortificati e numerosi sono i luoghi di culto. Le colline dell'Alto Monferrato sono oggi celebri soprattutto per i loro vigneti, specializzati nella produzione di grandi vini, come il Cortese di Gavi, Brachetto d'Acqui e il Dolcetto d'Ovada. I centri principali sono Novi Ligure, Acqui Terme, Ovada e Gavi.
Nell'Acquese, il turismo è generato principalmente dalla presenza di fonti termali. Le sorgenti termali di Acqui Terme godevano infatti di notevole prestigio già nell'Antica Roma. La città era dotata infatti di almeno tre impianti termali, di cui sopravvivono oggi alcuni resti. Un monumentale acquedotto, inoltre, garantiva l'approvvigionamento di acqua comune sia per gli usi termali sia per quelli domestici e produttivi. In questo territorio prevale la produzione di formaggi come la Robiola di Roccaverano, oltre che a funghi e castagne.
Le aree del Novese e dell'Ovadese (chiamate anche dell'Oltregiogo) ereditano una forte influenza ligure, questo territorio storicamente apparteneva alla Repubblica di Genova e inizia a far parte del Piemonte solo in seguito all'unità d'Italia. Il lungo passato sotto dominio genovese è ben visibile dalla conformazione e dallo stile dei centri storici di Novi, Ovada e dei piccoli borghi che gravitano attorno alle due città. Anche la gastronomia risente di questa influenza: tra i piatti tipici di queste zone si trovano, ad esempio, la farinata di ceci, la panissa ligure, la focaccia novese e i ravioli. La zona del Novese è anche nota per la produzione di cioccolato e per la tradizione ciclistica: a Novi Ligure si trova il più grande museo del ciclismo d'Europa, dedicato a Fausto Coppi e Costante Girardengo, originari di questa zona.

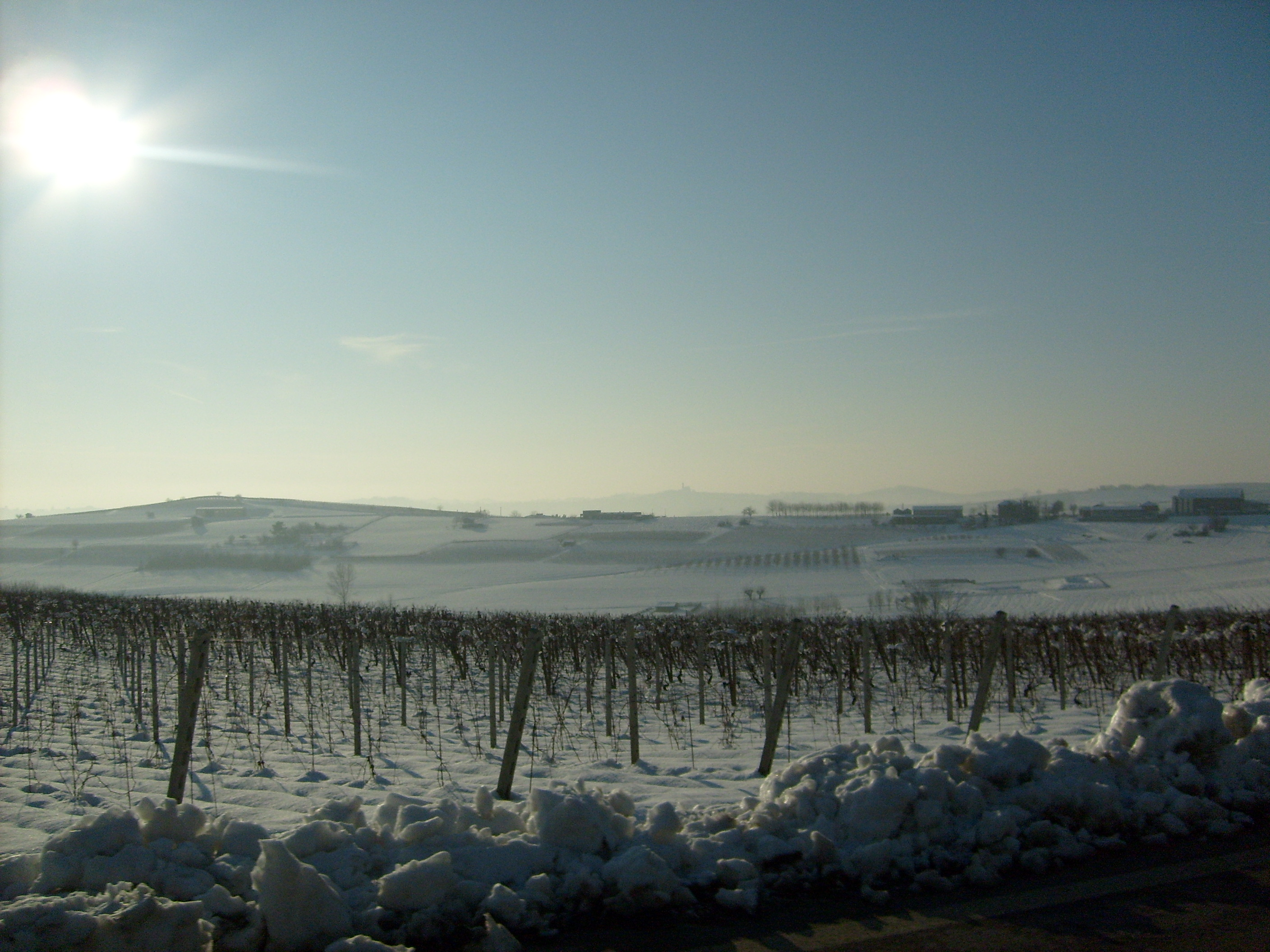
Vigna del Monferrato casalese innevata

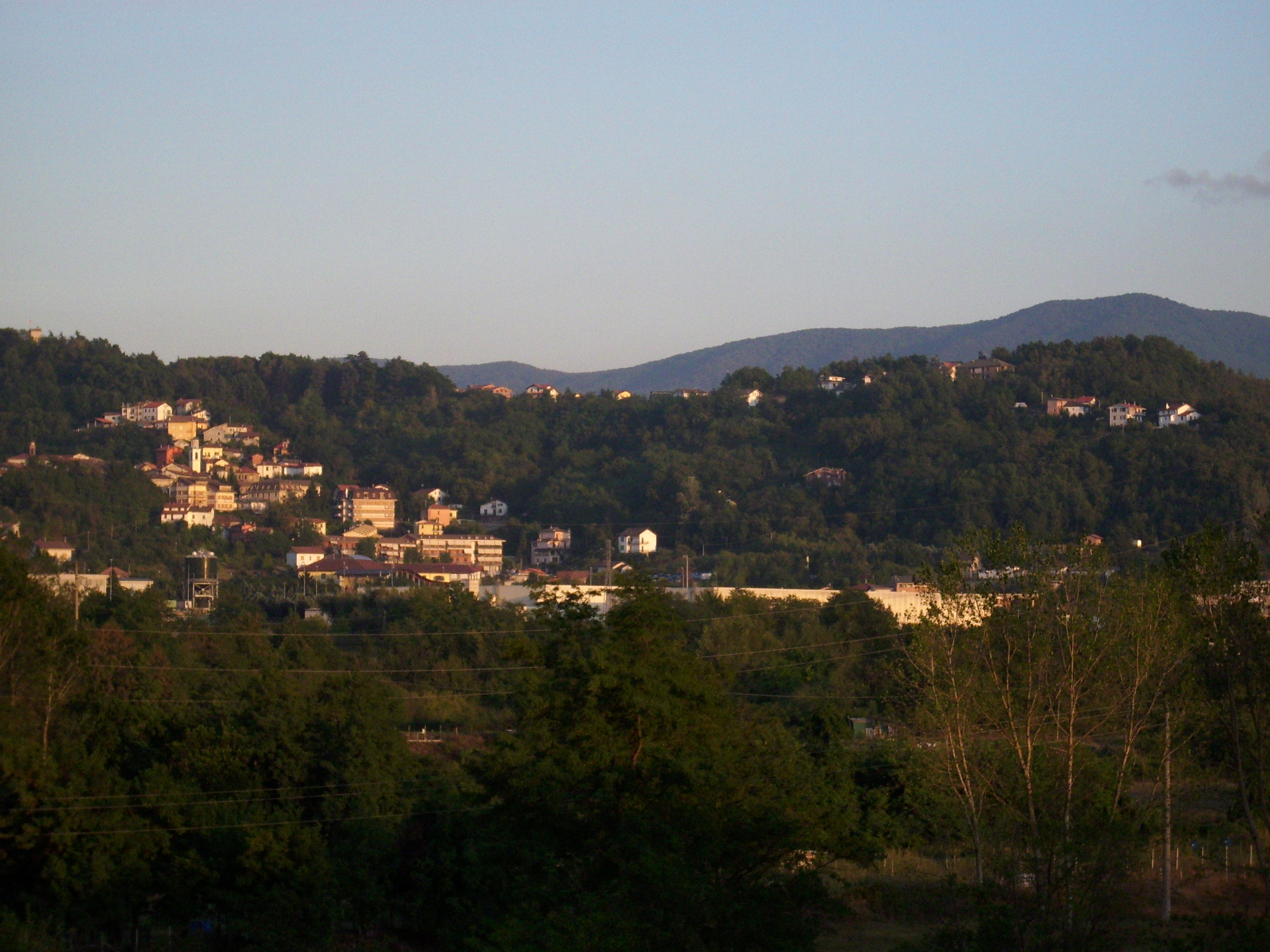
Belforte Monferrato, Alto Monferrato

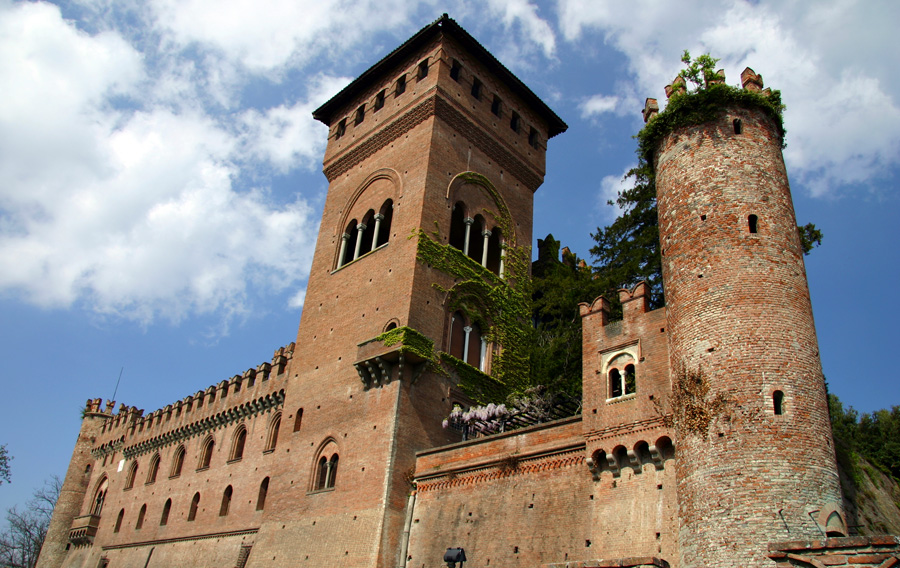
Castello di Gabiano Monferrato

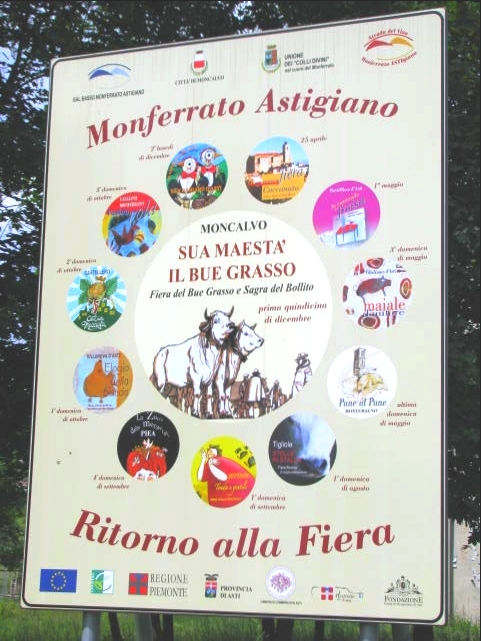
Moncalvo: l'antica fiera del bue grasso

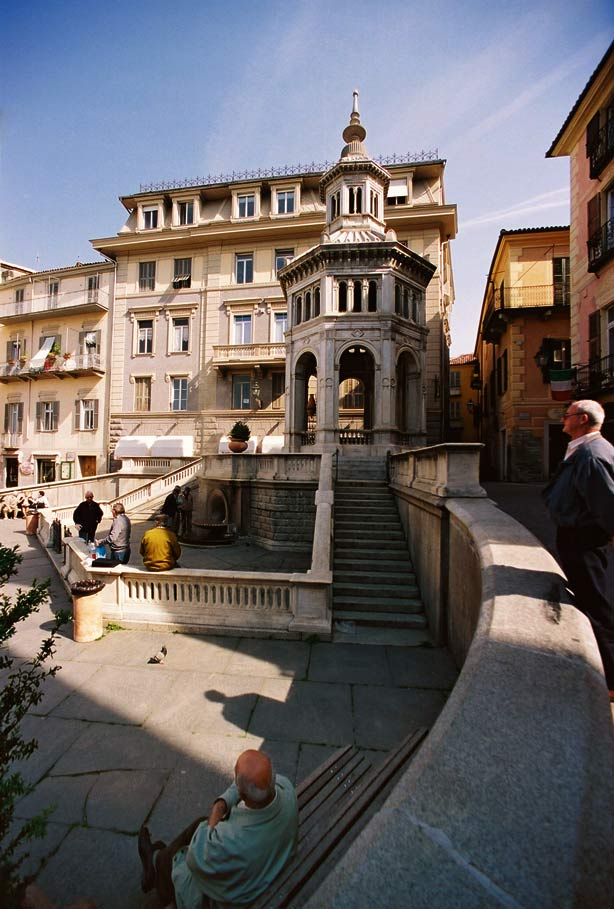
Acqui Terme, centro principale dell'Alto Monferrato

## Alcune località suddivise per area
Basso Monferrato
- Altavilla Monferrato (Autavìla)
- Balzola (Bàussla)
- Camagna Monferrato
- Camino (Camìn)
- Casale Monferrato (Casà) - capitale del Monferrato dal 1434 al 1533
- Castelletto Monferrato (Castlèt Monfrà)
- Cella Monte (Sela)
- Coniolo (Cunieü)
- Cuccaro Monferrato (Chicri)
- Frassinello Monferrato (Frassinè Monfrà)
- Fubine Monferrato (Fibin-i)
- Gabiano (Gabiàn)
- Lu (Lu)
- Mirabello Monferrato (Mirabèl)
- Morano sul Po (Muràn)
- Murisengo (Ambrusèngh)
- Occimiano (Aussimian)
- Ottiglio (Autij)
- Ozzano Monferrato (Ausàn)
- Pontestura (Pont d'Ëstura)
- San Giorgio Monferrato (San Giòrs)
- San Salvatore Monferrato (San Salvador)
- Terruggia (Trüggia)
- Vignale Monferrato (Vgnà)
- Villadeati (Vila)
- Villanova Monferrato (Vilanòva 'd Casà)

Monferrato Astigiano
- Agliano Terme (Ajan) - paese termale e della Barbera - paese di Bianca Lancia d'Agliano
- Albugnano (Arbunàn) - il paese situato sulla collina più alta del Monferrato
- Antignano (Antignàn) - paese in cui veniva prodotto il mais per i re sabaudi
- Aramengo - paese prevalentemente agricolo, sede di importanti laboratori di restauro
- Asti
- Baldichieri d’Asti (Baudichè)
- Buttigliera d'Asti (Butijera o Butijera d'Ast)
- Calliano Monferrato (Caliàn)
- Calosso (Calòss)
- Camerano Casasco (Cameràn)
- Canelli (Canèj) - sede dello stabilimento Gancia
- Cantarana
- Casorzo (Casòrs)
- Castagnole Monferrato (Castagnòle Monfrà)
- Castell'Alfero dove nel 1774 nacque Giovan Battista De Rolandis, ideatore del Tricolore della Bandiera Italiana
- Castellero (Castlé)
- Castelnuovo Calcea (Castauneuv brisò)
- Castelnuovo Don Bosco (Castelneuv Don Bòsc)
- Cocconato (Coconà [kʊkʊ'na])
- Cortandone (Curtandon)
- Cortanze (Cortanse)
- Costigliole d'Asti (Custiòle)
- Cunico
- Grana Monferrato (Gran-a)
- Grazzano Badoglio (Grassan) - città natale del Generale Badoglio
- Maranzana
- Maretto (Maræi)
- Monale (Monà)
- Moncalvo (Moncalv) - prima capitale del Marchesato del Monferrato sino al 1306
- Montegrosso d'Asti (Mongròss) paese della Barbera
- Montemagno (Montmagn) - per quattro secoli confine fra il Marchesato del Monferrato e i possedimenti di Asti
- Montiglio Monferrato
- Nizza Monferrato (Nissa dla Paja) - antico centro storico alla confluenza tra il Belbo e il rio Nizza
- Passerano Marmorito (Passeiran) - antico feudo dei conti Radicati
- Penango (Pnangh)
- Piea (Pièja) - sede della festa nazionale della zucca l'ultimo weekend di settembre
- Portacomaro (Pòrtacomé) - paese del Grignolino
- Refrancore (ël Francó)
- Roatto (Ruat)
- Robella
- San Damiano d'Asti
- San Marzano Oliveto - antico feudo della famiglia Asinari, noto per la produzione della mela Golden Delicious conosciuta come "Divina"
- San Paolo Solbrito
- Scurzolengo (Scurslèngh)
- Viale (Viål)
- Viarigi (Viarìa o Viarìs)
- Villafranca d'Asti
- Villanova d'Asti

Alto Monferrato
- Acqui Terme (Àich)
- Alice Bel Colle (Àles Bel Còl)
- Belforte Monferrato (Berforte)
- Capriata d'Orba (Cavirià)
- Carpeneto (Carpnèj)
- Cartosio (Cartòs)
- Casaleggio Boiro (Casalegio Bòiro)

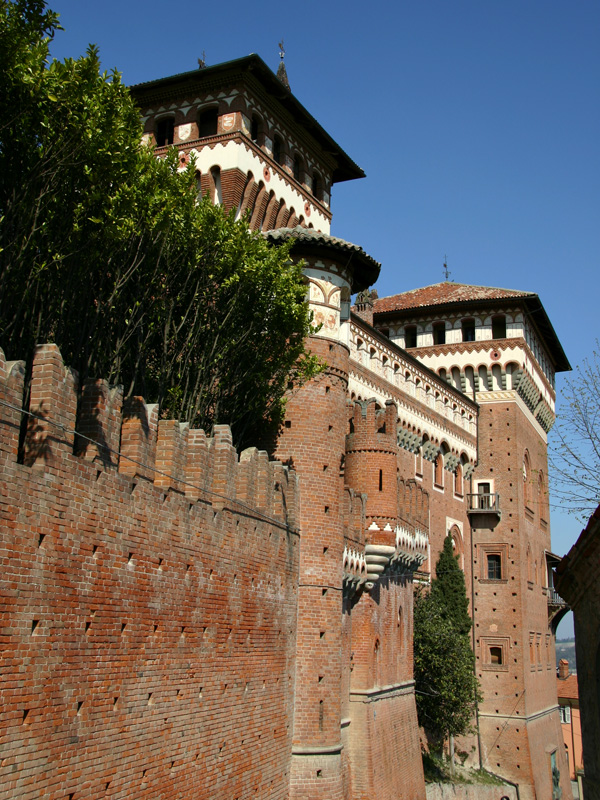
Castello di Cereseto Monferrato

- Cassine (Cassèini)
- Cassinelle (Casc-nélle)
- Castelletto d'Erro (Castlèt d'Er)
- Castelletto d'Orba (Castlèt d'Òrba)
- Cremolino (Chërmolin)
- Gavi[13][16]
- Grognardo (Gugnèrd)
- Lerma (Lerma)
- Molare (Morele)
- Montaldo Bormida (Montad Bormia)
- Morbello (Mirbè)
- Mornese (Mornèis)
- Morsasco (Morzasch)
- Novi Ligure (Neuve)[13][14][16]
- Ovada (Ovà [Guò in dialetto Ovadese])
- Ponzone (Pontsòn)
- Prasco (Pràsc)
- Ricaldone (Ricaldòn)
- Rocca Grimalda (La Ròca)
- Silvano d'Orba (Silvan)
- Spigno Monferrato (Spign)
- Strevi (Strev)
- Tagliolo Monferrato (Taieu)
- Trisobbio (Tërseubi)
- Visone (Visòn)

## Geologia

### Formazione della Pianura Padana e del Monferrato
Venti milioni di anni fa la catena alpina era oramai costituita, nell'area mediterranea si produsse una nuova risalita di calore dal mantello terrestre che determinò l'inarcamento e la rottura della crosta europea dalla quale si distaccò il blocco sardo - corso, la micro zolla sardo corsa fece perno sul golfo ligure eseguendo una rotazione antioraria di 50° e formando il mar Ligure. Il mare ricopriva la Collina di Torino, le Langhe, il Monferrato e la Pianura Padana. La rotazione del blocco sardo-corso contrastata dal blocco africano produsse una pressione che dette origine agli Appennini. Otto milioni di anni fa a est del blocco sardo-corso si aprì da nord a sud un'ampia frattura che separò la penisola italiana dalla Corsica e dalla Sardegna, questa frattura si allargò fino a diventare il mar Tirreno. Nel periodo che va da 7 a 5 milioni di anni fa il mar Mediterraneo fu chiuso e restò isolato dall'oceano Atlantico.
Questo produsse l'aumento della temperatura delle acque che trasformò il mar Mediterraneo in un basso lago salato con molte zone prosciugate, questa condizione che durò diverse centinaia di migliaia di anni fece depositare sedimenti di tipo salino, le evaporiti. Successivamente il mar Mediterraneo si aprì e l'acqua dell'oceano riprese a circolare, tra la catena alpina e quella appenninica si era formato un golfo triangolare che ricopriva l'intera Pianura Padana. A seguito dei continui sollevamenti della catena alpina e appenninica il mare si ritirò da questo golfo e l'accumulo di sedimenti portati dai fiumi diede origine a una pianura alluvionale che corrisponde all'attuale Pianura Padana. I depositi marini di questo periodo sono visibili nell'attuale area astigiana del Monferrato, ma sono presenti anche nel Biellese e allo sbocco della Val Sesia e Val Sassera a testimoniare che il mare arrivava fin quasi sotto alla catena alpina. Alcune isole emergevano dal mare che ricopriva il Piemonte, l'attuale Collina torinese e del Basso Monferrato.
Dai resti fossili sappiamo che il clima di quel periodo era di tipo subtropicale, e quindi più caldo e umido di quello attuale. I corsi d'acqua portavano i loro detriti formando dei delta sui quali pascolavano branchi di rinoceronti, elefanti, cervi e cavalli. I corsi d'acqua con la loro forza erosiva asportarono i sedimenti del periodo precedente spessi anche centinaia di metri, ricoprendo il bacino con depositi fluviali megaconoidi. Un milione di anni fa il clima subì un ulteriore cambiamento, aumentarono le piogge e le temperature si fecero più fredde. Questo portò alla nascita dei ghiacciai alpini, le lingue glaciali correvano lungo le valli, approfondendole e allargandole talvolta arrivavano fino alla pianura. Il materiale detritico che proveniva dai monti costruì imponenti anfiteatri morenici; essi sono riconoscibili allo sbocco delle Valli della Dora Riparia e della Dora Baltea e nelle zone intorno ai laghi Maggiore e d'Orta.

## Lingue locali
Basso Monferrato:
la parlata tipica è piemontese. Esistono similitudini con la lingua lombarda della Lomellina e del Pavese, esclusivamente nei centri in prossimità del confine con la Lombardia.
Monferrato Astigiano:
la parlata tipica è l'astigiano, un dialetto piemontese orientale o basso piemontese della lingua piemontese. Viene parlato ad Asti e provincia.
Alto Monferrato:
nell'Acquese la parlata tipica è piemontese; nell'Ovadese e nel Novese la parlata è ligure. Vi sono reciproche influenze.

## Economia

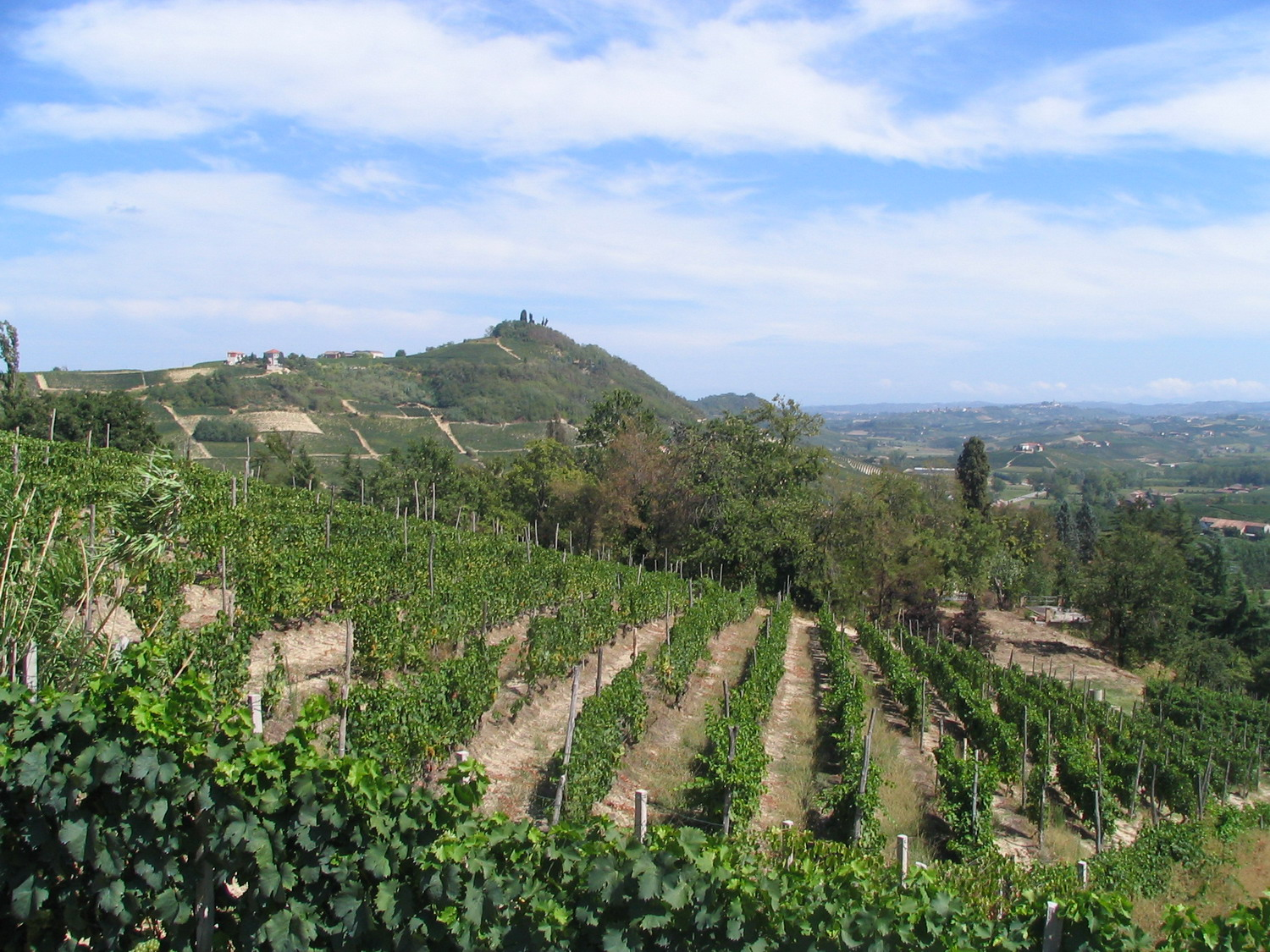
Bricco Lu: vitigno in zona Costigliole d'Asti

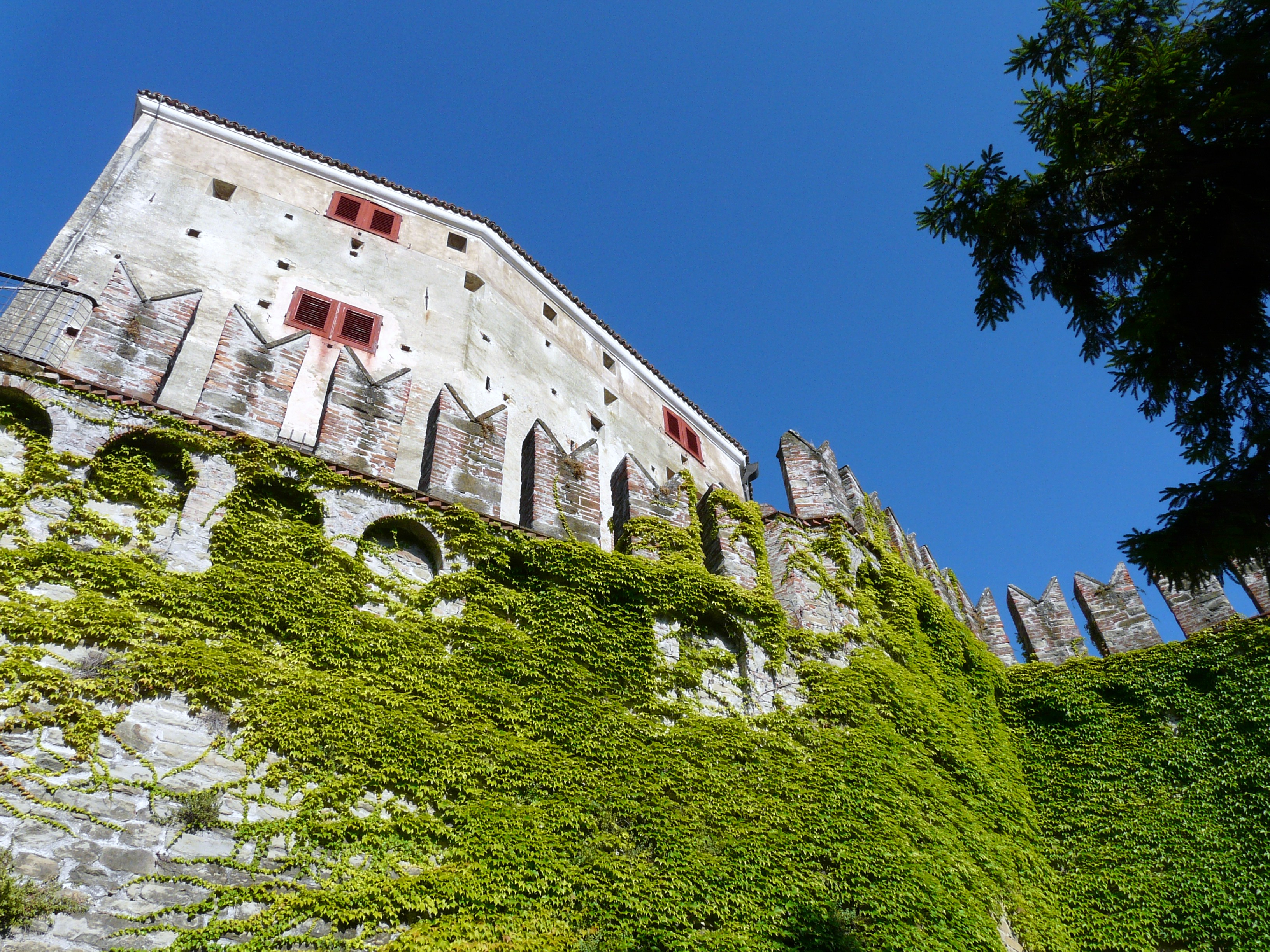
Complesso del castello di Cremolino, Alto Monferrato

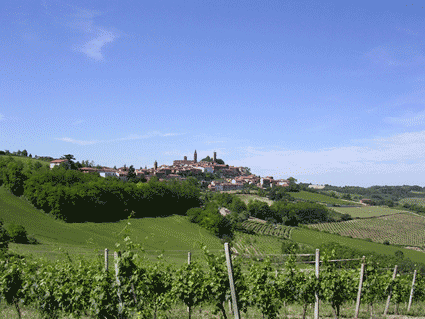
Panorama di Lu Monferrato

Il Monferrato è una delle più note regioni vinicole italiane nel mondo, soprattutto per quel che riguarda i vini rossi e gli spumanti.
Il clima secco di tipo continentale con estati calde tendenti alla siccità e inverni particolarmente freddi e la particolare conformazione idrogeologica dei terreni sono favorevoli alla viticoltura, che peraltro è dominante in tutto il territorio, facendo diventare il vino non solo un elemento di ricchezza economica dell'intera regione, ma anche e soprattutto un vero simbolo della cultura e della tradizione monferrina. La capillare diffusione dei vitigni autoctoni e conseguentemente di una molteplice varietà di vini, ne sono testimoni.

Fra i vini (DOC e DOCG) i più celebri sono:
- Vini rossi
  - Barbera d'Asti
  - Barbera del Monferrato
  - Dolcetto d'Acqui
  - Dolcetto d'Ovada
  - Grignolino d'Asti
  - Grignolino del Monferrato Casalese
  - Rubino di Cantavenna
  - Ruché di Castagnole Monferrato
  - Freisa d'Asti
  - Nizza DOCG
  - Piemonte Bonarda
- Vini bianchi
  - Cortese di Gavi
- Vini spumante o da dessert
  - Asti spumante
  - Brachetto d'Acqui
  - Malvasia di Casorzo
  - Malvasia di Castelnuovo Don Bosco
  - Moscato d'Asti

Oltre alla viticoltura attività importanti per l'economia del Monferrato sono l'agricoltura (nocciole, frutta), l'allevamento (carni, formaggi), la gastronomia (tartufi) e il turismo (settore attualmente in crescita e in fase di rilancio, grazie anche all'insediamento dell'Outlet più grande d'Europa a Serravalle Scrivia, nell'Alto Monferrato). L'industria è sviluppata prevalentemente nell'Alto Monferrato e in particolare nel Novese, che presenta impianti dolciari e siderurgici. In maniera più limitata figura invece nelle altre zone, dove nell'ultimo ventennio si sono sviluppate aziende di piccole dimensioni nell'edilizia, metalmeccanica, nel settore alimentare e manifatturiero. A causa della crisi economica congiunturale degli ultimi anni, comunque, lo sviluppo industriale si è ridotto e in molti casi è stato soffocato.

## Enogastronomia

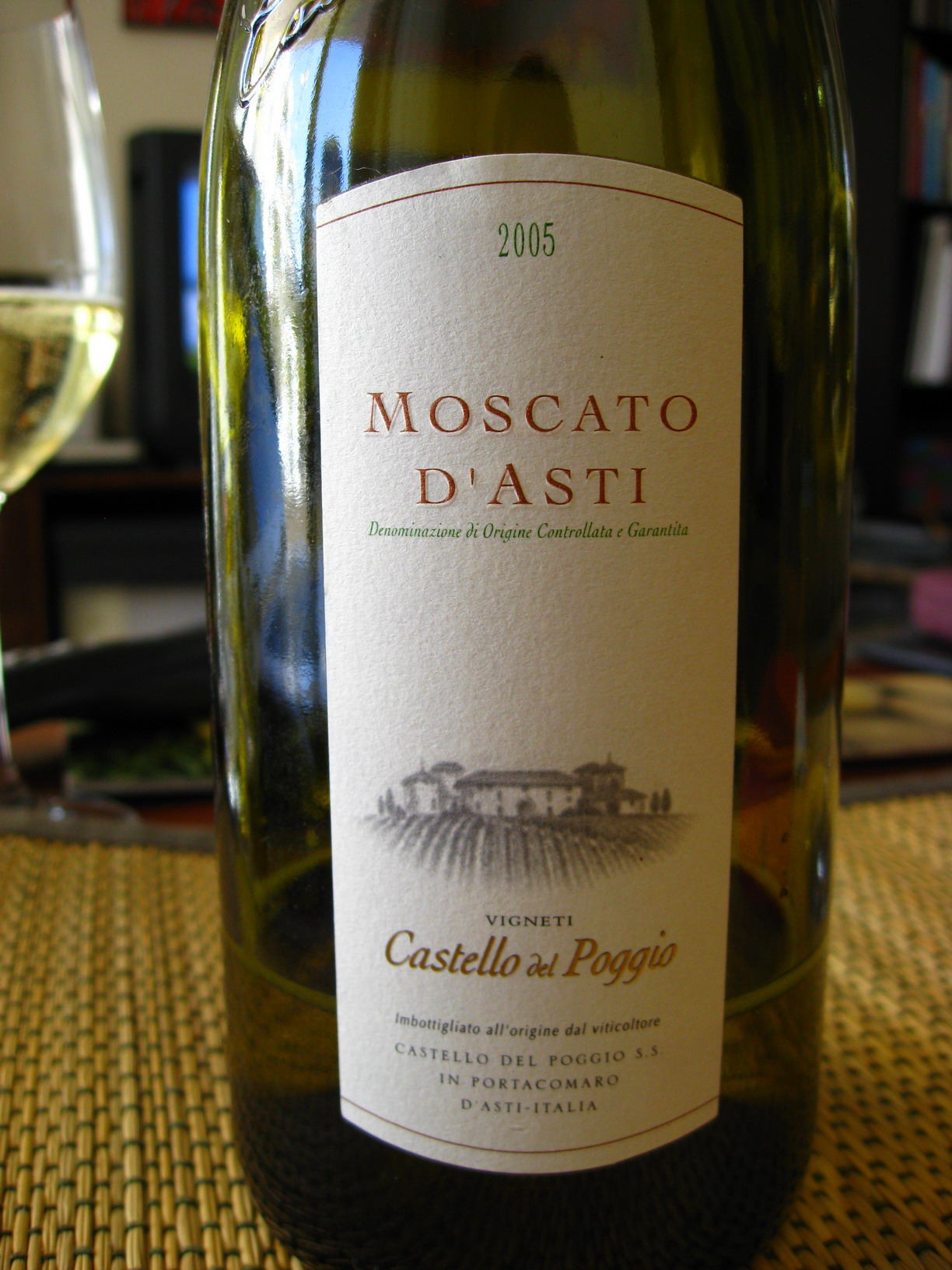
Moscato d'Asti

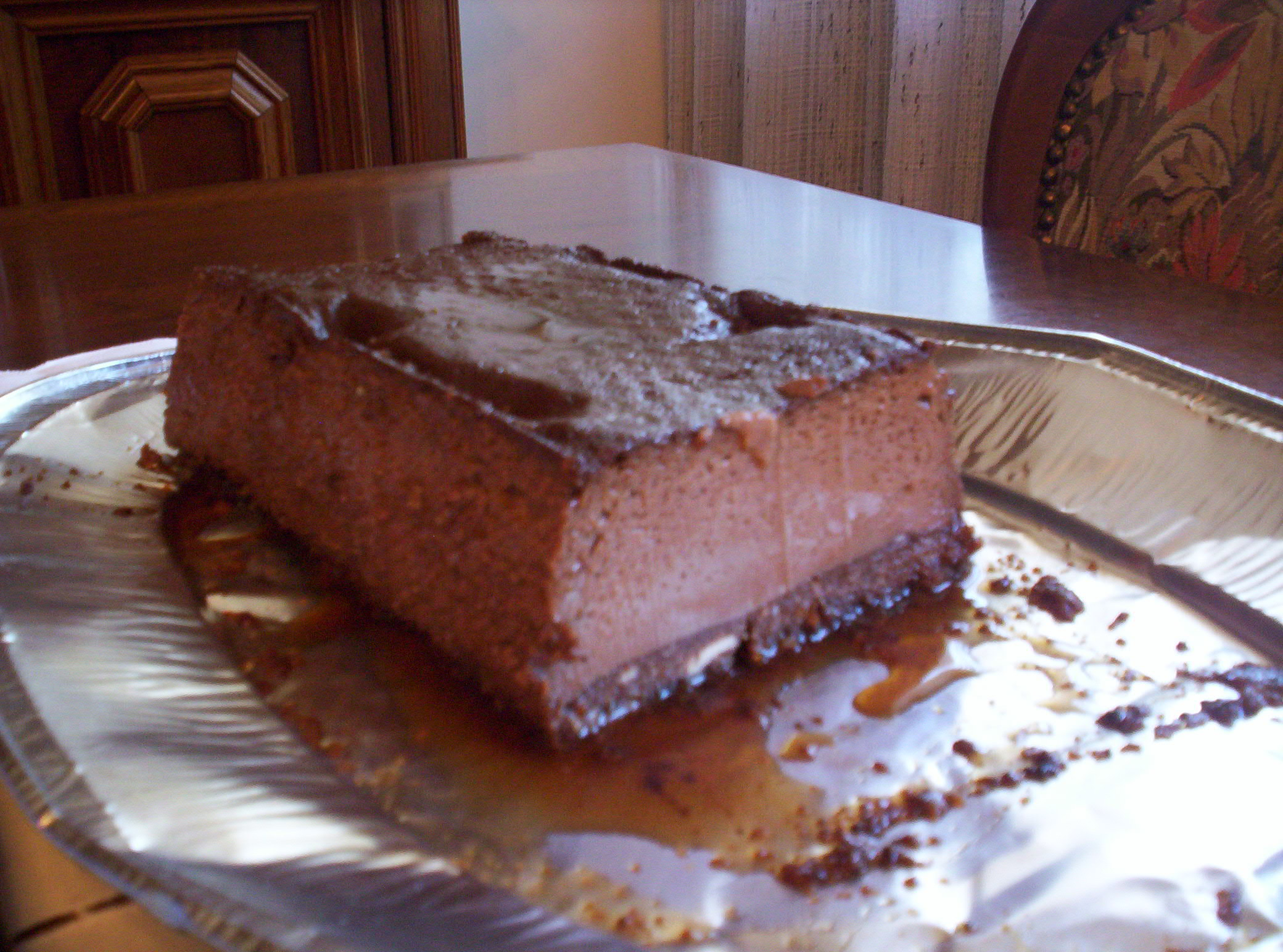
Bonet preparato con ricetta tradizionale monferrina

La cucina tipica del Monferrato comprende una vasta gamma di cibi che vanno dalle carni, ai pesci, alle verdure, ai formaggi, e piatti tipicamente monferrini, che ormai hanno raggiunto una notorietà non solo nazionale ma anche internazionale.
Fra questi ricordiamo, tra i primi piatti, gli agnolotti "al plin" (letteralmente "al pizzicotto"), i tajarin (tagliatelle fini ricche di uova condite con sughi vari), i risotti del Casalese, il riso ai funghi e quello al vino rosso, i minestroni di verdure, la polenta col merluzzo fritto o "comodato". Degna di menzione e soprattutto molto conosciuta è la bagna càuda. Tra le carni: trippe, zampini (batciuà), ceci con la testina, coda di bue (oggi cucinata col Barbera) e il salame cotto.

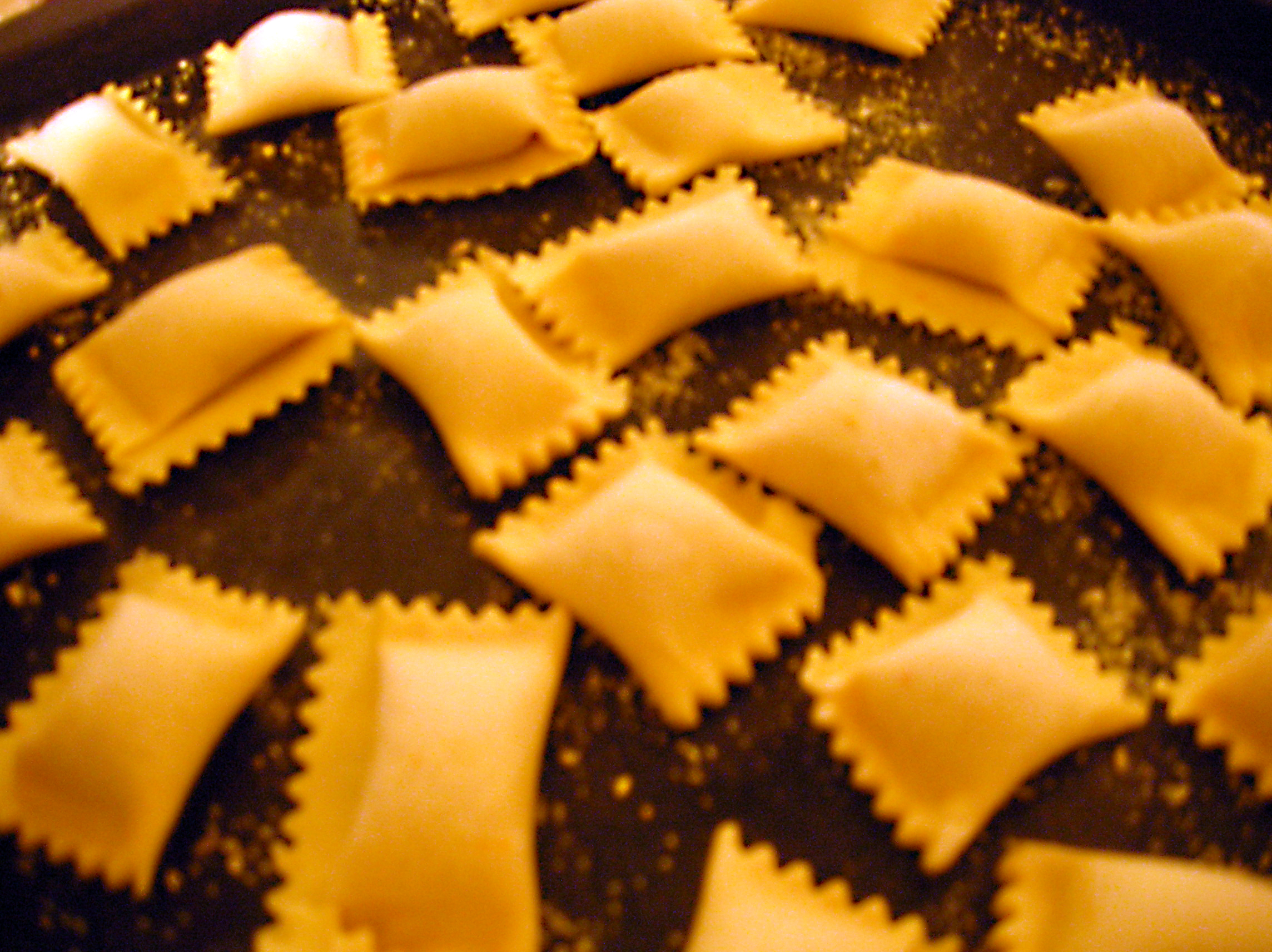
Agnolotti, piatto tipico monferrino

Tipici del Monferrato sono anche il vitello tonnato, l'insalata di carne cruda della tipica razza bovina piemontese (tritata fine col coltello e condita con soli olio, sale e limone), le acciughe sotto sale al verde, l'insalata russa di verdure in maionese, i peperoni scottati alla fiamma, i fiori di zucchino ripieni, le numerose torte salate, solo per citarne alcuni. Tra i salumi la muletta, simbolo della tradizione monferrina, fatto tradizionalmente con la Barbera. La muletta di ogni salumeria è diversa dalle altre, per tradizione; zone di produzione tipica sono Sala Monferrato, Cella Monte, Serralunga di Crea e Ozzano. Da ricordare inoltre il fritto misto alla piemontese e il bollito di carne, veri e propri marchi di fabbrica di quest'area. Tra le verdure, si distingue il Cardo gobbo di Nizza Monferrato.
Fra i dolci spiccano la panna cotta e il bonet (o bunet), tipico anche delle Langhe, il cui nome deriva dallo stampo di cucina Benetta di rame stagnato, dentro cui lo si faceva cuocere, facendogli così acquisire la forma di un "berretto". Si tratta di un antenato del budino, quando ancora non esistevano colla di pesce, addensanti e gelatine varie. È un dolce genuino preparato con cacao, amaretti e marsala, insieme a latte uova e zucchero e cotto a bagno maria per essere successivamente servito freddo. È ora molto diffuso in tutto il Piemonte.

### Prodotti autoctoni
La Regione Piemonte è la prima in Italia per biodiversità e coltivazione di prodotti autoctoni.
Solamente all’interno del Monferrato si trovano 74 qualità di mele autoctone ed esclusive della zona. Il commercio di prodotti autoctoni è fonte di guadagno principale per la regione monferrina, la quale vanta dieci prodotti ortofrutticoli richiesti a livello nazionale.
Tra tutti spicca il Melone di Mirabello, pianta rampicante da frutto che entra nella famiglia delle cucurbitacee; il termine melone indica sia il frutto sia la pianta. Prende il nome dalla città di Mirabello Monferrato maggiore produttrice. Questo frutto tipico piemontese vanta un'originale forma ovale che lo rende facilmente distinguibile, buccia di un giallo paglierino di forma sia liscia sia rugosa a seconda dell'umidità del terreno. Questo tipo di melone ha una crescita rapida, trapiantato nei mesi di maggio-giugno viene raccolto già a luglio, clima permettendo. La cicoria pan di zucchero, scientificamente chiamata Cicaorium Intybus var. Foliosum, è una qualità di radicchio appartenente alla famiglia delle asteraceae. Viene chiamata pan di zucchero per le alte quantità di vitamine e zuccheri che rendono la foglia dolce. Il sedano di Orbassano è una qualità di sedano originario della regione monferrina. Nel Seicento la duchessa dei Savoia, Anna Maria di Borbone-Orléans, quando arrivò in Italia dalla Francia fece coltivare del sedano violetto di Tours, più morbido e dolce del sedano monferrino di allora. Col passare degli anni le due qualità di sedano s'innestarono grazie ai terreni umidi della zona di Orbassano generando naturalmente una nuova qualità dalle coste rosse in cima e un sapore mandorlato.
Il Monferrato, assieme ad Alba, è anche conosciuto come zona di produzione del tartufo bianco e molte sono le fiere al riguardo, una fra tutte la fiera regionale del tartufo a Montechiaro d'Asti.
L'enogastronomia della parte meridionale del Monferrato presenta marcate influenze liguri.
Alla cucina monferrina si accompagnano diversi conosciuti vini locali.

## Storia

### La leggenda di Aleramo e il Marchesato del Monferrato

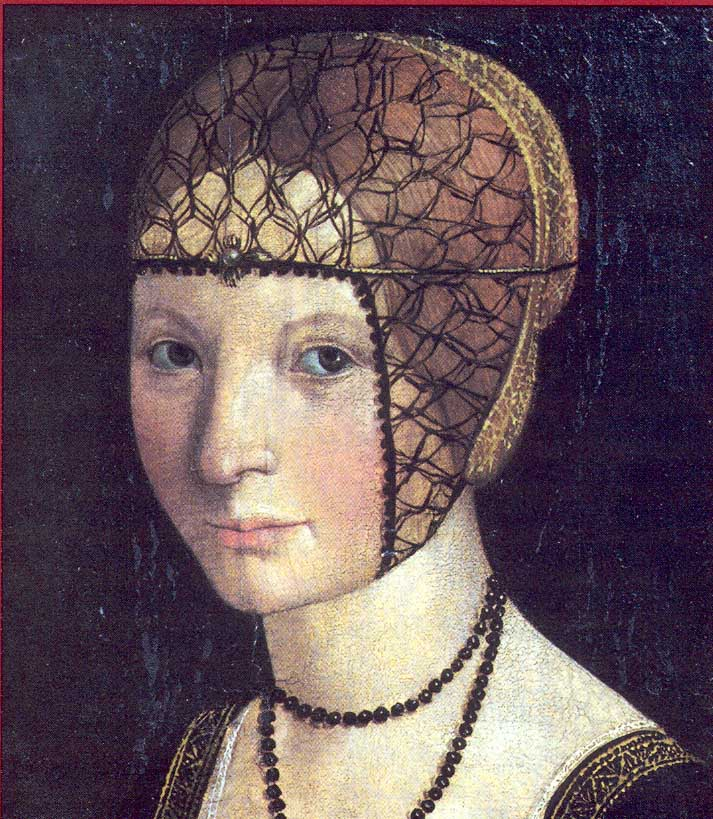
Anna d'Alençon fu marchesa del Monferrato

La leggenda - priva di ogni riferimento storico - racconta che verso il 900 il padre e la madre di Aleramo del Monferrato vennero in Italia diretti a Roma per adempiere a un voto. Giunti a Sezzadio, vicino a Acqui Terme, la donna partorì un maschio cui fu dato il nome di Aleramo, sinonimo di “persona allegra”. Il bambino fu affidato ai nobili del posto e a una nutrice sassone, ma i genitori morirono ed egli venne allevato a Sezzadio.

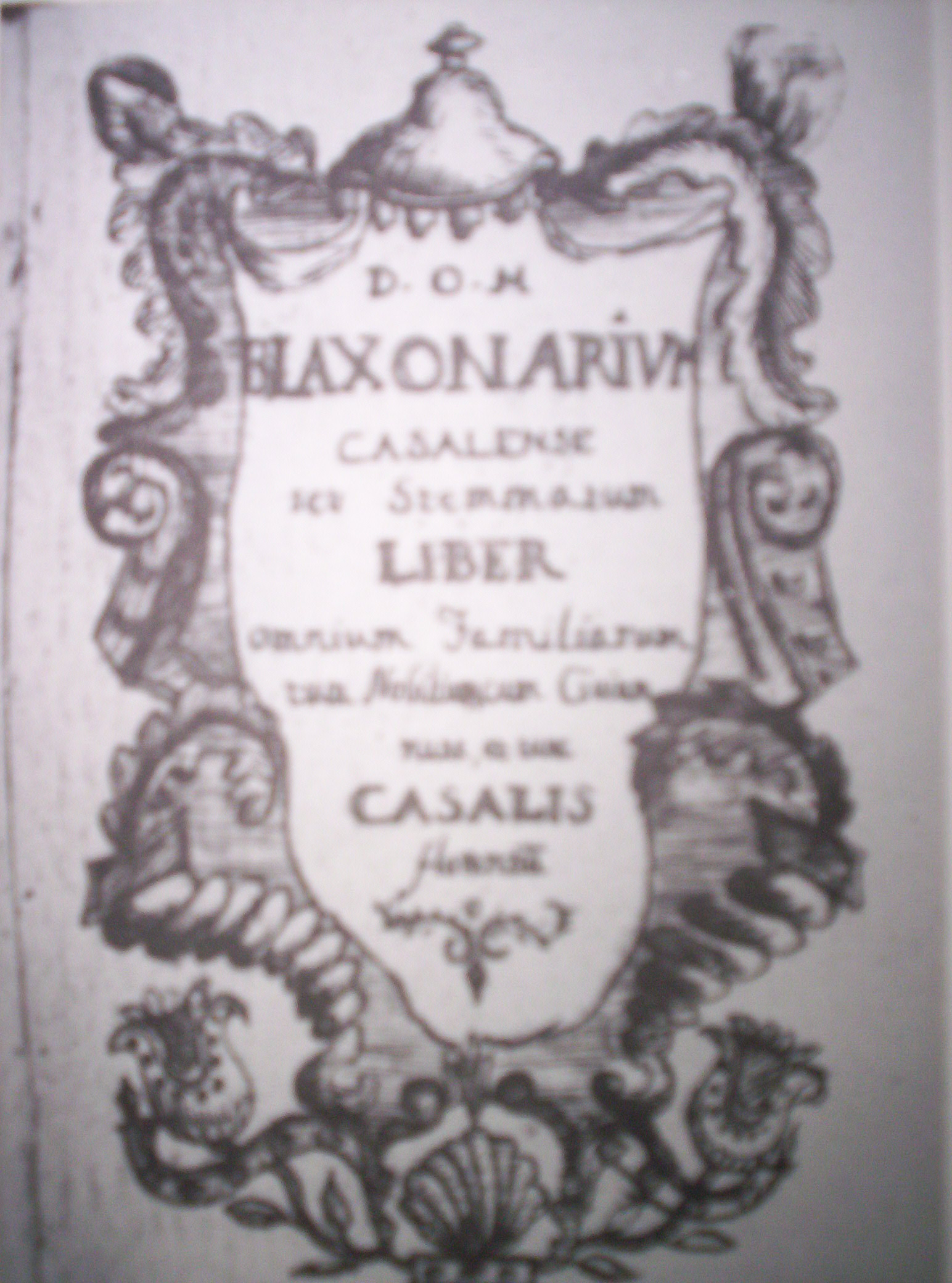
Blaxonarium Casalense, raccolta risalente al Settecento degli stemmi delle famiglie nobiliari del Monferrato

Di origine nobile e battagliera, ben presto si distinse come abile cavaliere e fu nominato "cavaliere particolare" e "mescitore di vini" alle tavole di Ottone I, imperatore del Sacro Romano Impero.
Aleramo si innamorò della figlia dell'imperatore, la bellissima Alasia e con lei fuggì nascondendosi nei paraggi di Pietra Ardena. Qui Aleramo fece il carbonaio e riuscì a farsi assumere tra i soldati del vescovo, vassallo dell'imperatore e andò a combattere a Brescia. Ben presto l'imperatore notò il suo valore e la sua audacia: riconosciutolo e dimenticato l'antico rancore per la fuga con la figlia, gli conferì il titolo di Marchese e gli assegnò il territorio della “marca”: quello che sarebbe riuscito a circondare nel giro di tre giorni a cavallo.
Le origini del nome Monferrato restano del tutto incerte, puramente ipotetiche le definizioni che lo vogliono derivare da: monx ferrax, monte fertile; mun fra, mattone ferrato; mons ferratus, monte coltivato a farro.

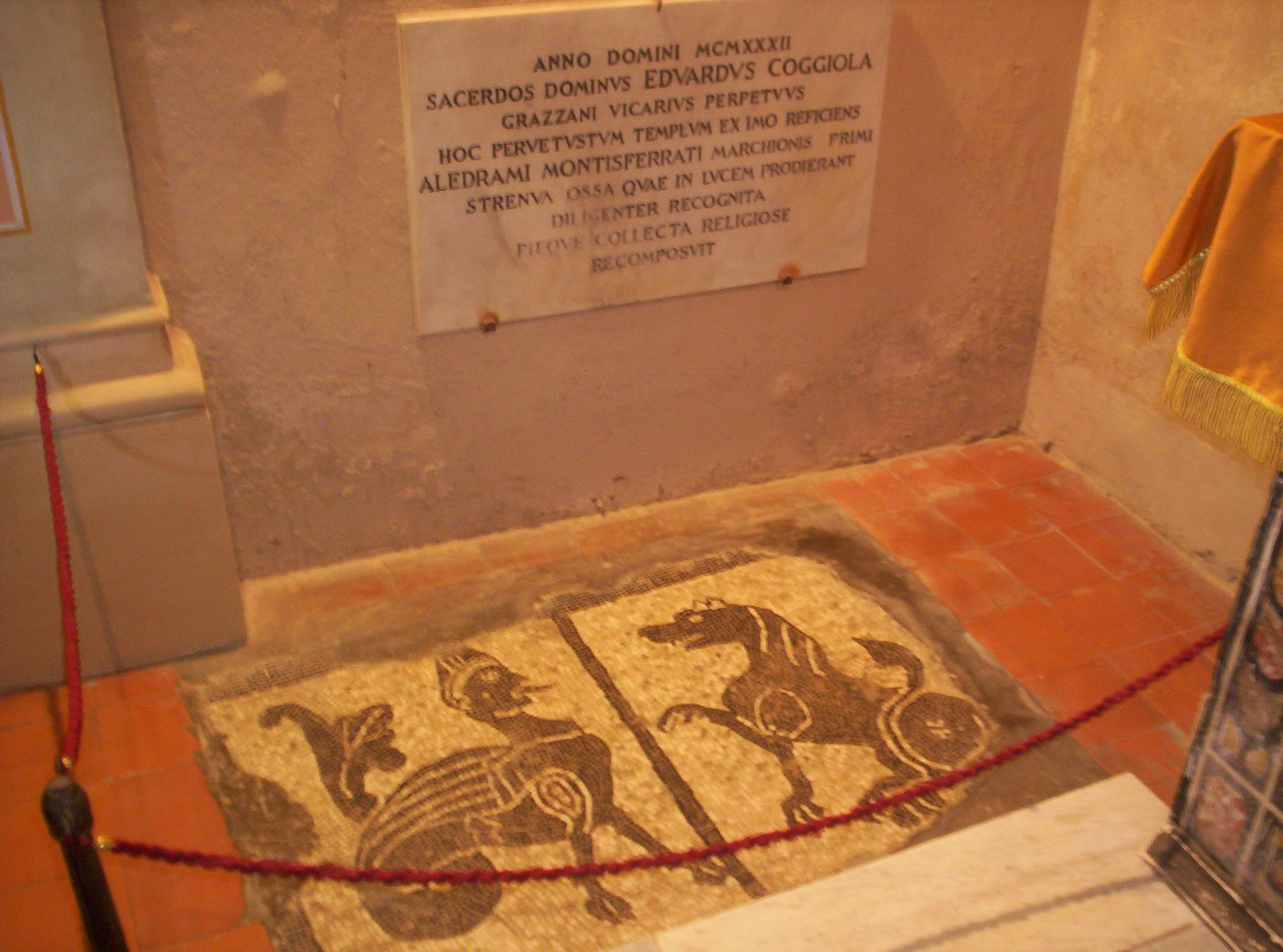
Tomba di Aleramo, fondatore della dinastia dei Marchesi del Monferrato presso la chiesa dell'Abbazia di Grazzano Badoglio (AT), Italia

Con il diploma del 21 marzo 967 l'imperatore Ottone I assegna ad Aleramo tutte le terre dal fiume Tanaro al fiume Orba e fino alle rive del mare il territorio assume la denominazione di Marca Aleramica da cui, successivamente, si formerà il Marchesato di Monferrato; il primo a essere citato come Marchese di Monferrato sarà Ranieri nel 1111.
Il marchesato fu successivamente in possesso dei discendenti di Aleramo del Monferrato (Aleramici, seconda metà del X -1305), dei Paleologi (1306 - 1533) e dei Gonzaga (dal 1536 al 1708).
I discendenti di Aleramo (aleramici) governarono il Monferrato finché nel 1306 passò alla casa imperiale dei Paleologi.
I marchesi del Monferrato s'imparentarono con le case reali di Francia e dell'Impero.
A seguito delle crociate s'imparentarono con i re di Gerusalemme e con la famiglia imperiale di Bisanzio.
Fu per pochi anni sotto il dominio spagnolo per passare ai Gonzaga (dal 1536 al 1708). Sotto il governo gonzaghesco il territorio avrà rango ducale diventando così nel 1574 il Ducato di Monferrato.
Una parte del ducato era già passata ai Savoia nel 1631 con la guerra di successione del Monferrato; i Savoia presero pieno possesso del Monferrato nel 1708 quando il Ducato di Mantova fu occupato dalle truppe imperiali di Leopoldo I.

#### Gli ultimi secoli
Negli ultimi tre secoli il Monferrato ha attraversato, con il resto del Piemonte e del Regno di Sardegna, le vicende delle guerre napoleoniche, del Risorgimento, del Regno d'Italia e della Repubblica Italiana, caratterizzandosi sempre più come luogo della viticoltura, del vino e di altre industrie alimentari.
Nel 1937 la nuova provincia di Asti, staccata da quella di Alessandria, ha incorporato una parte rilevante della regione storica del Monferrato, sebbene storicamente la città di Asti sia appartenuta al Marchesato del Monferrato solo per un breve periodo del Trecento, rappresentando precedentemente un potente nemico. Discorso opposto per la città di Chivasso, che nonostante sia stata una delle residenze preferite dai Marchesi di Monferrato prima di Casale, nonché storica capitale del marchesato, a oggi non è considerata parte della regione geografica del Monferrato sebbene ne faccia parte storicamente come Alba.
Durante la seconda guerra mondiale, dopo l'armistizio dell'8 settembre 1943 con gli Alleati e l'occupazione germanica, il Monferrato ha vissuto in pieno la guerra di Resistenza, i bombardamenti anglo-americani, la guerriglia partigiana (con anche una delle brevi Repubbliche partigiane, la Repubblica dell'Alto Monferrato dal settembre al dicembre 1944), la persecuzione degli ebrei, le deportazioni e i rastrellamenti, come testimonia anche la narrativa su quei tempi.

## Cultura

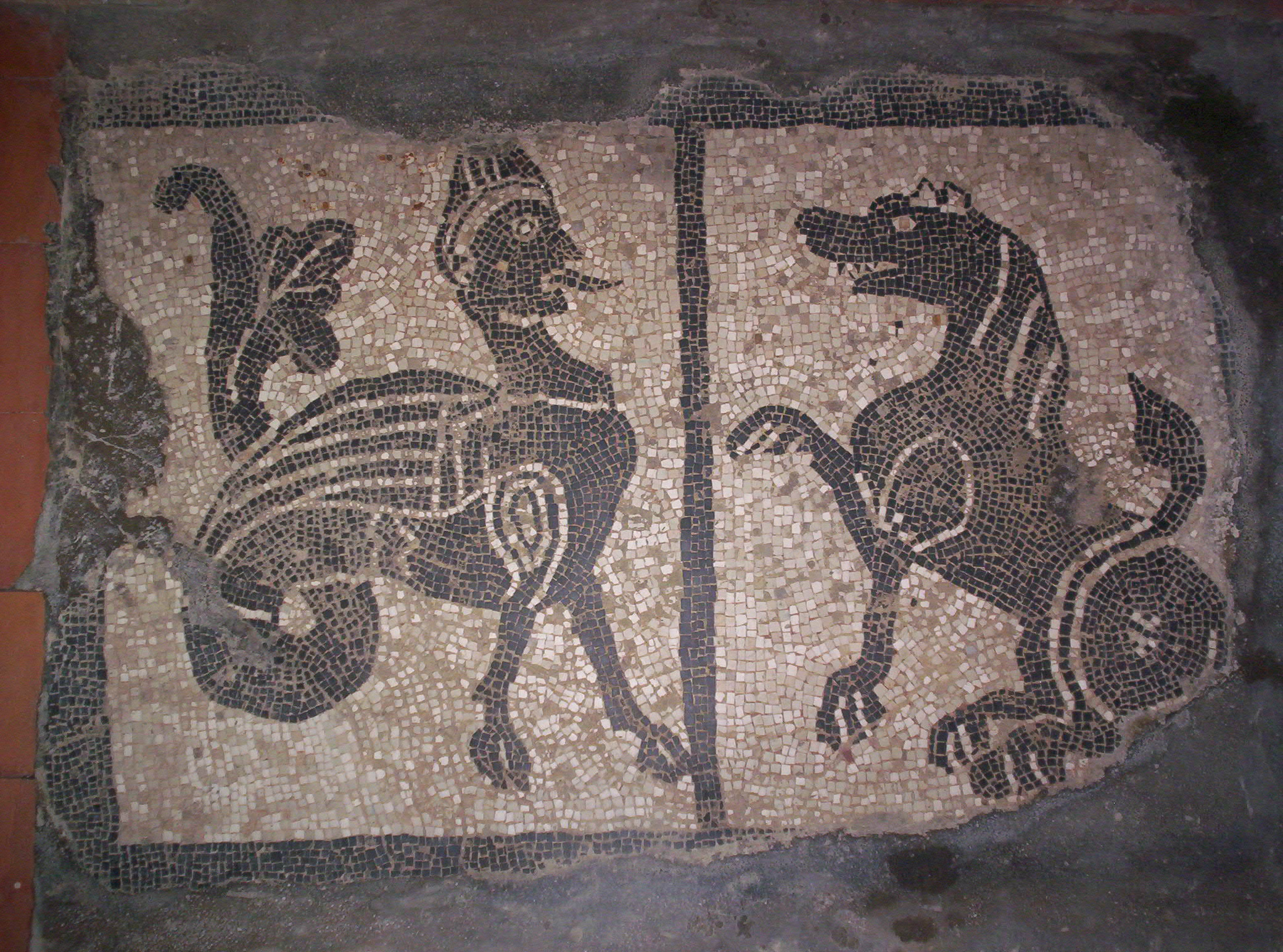
Particolare del mosaico risalente al X secolo giacente sopra la tomba di Aleramo, conservato presso la chiesa dell'Abbazia di Grazzano Badoglio, che segna il luogo ove furono traslati, nel 1581, i resti del Marchese

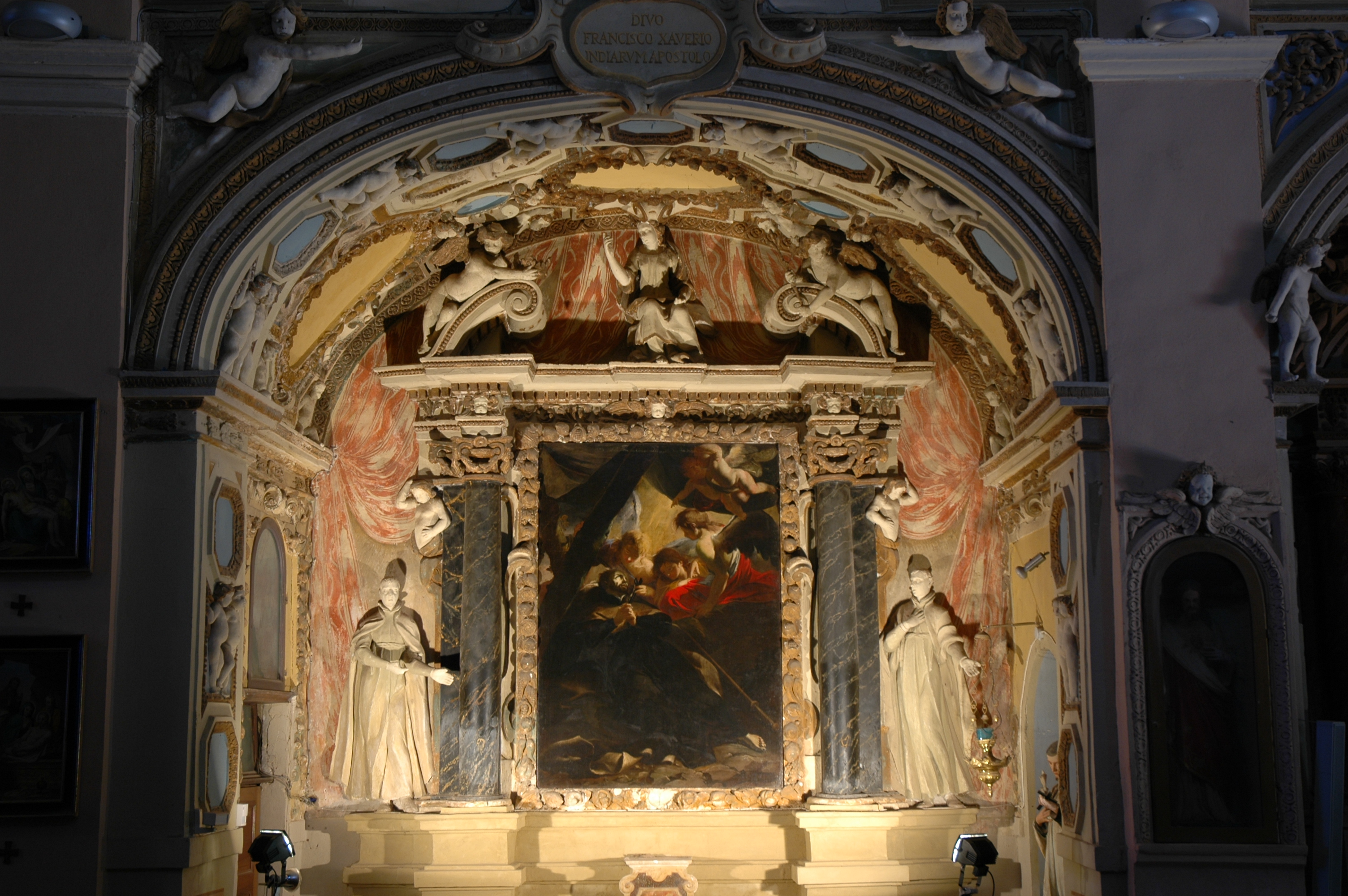
Pala d'Altare, tela di Andrea Pozzo, gesuita laico nativo di Trento, rappresentante la morte di Francesco Saverio. L'opera si data tra il 1670 e il 1675 ed è conservata nella "Cappella dei Gesuiti" interna alla chiesa di Grazzano Badoglio

### Letteratura
Nella seconda metà del Quattrocento spicca nel campo delle letteratura dialettale monferrina Gian Giorgio Alione di Asti, poeta, drammaturgo e scrittore che pur sapendo poetare in francese e in italiano, scrisse diverse farse in dialetto, esprimendosi "an astezan" e fornendo un quadro vivace dei costumi e della vita dell'epoca e del teatro italiano del Cinquecento, spesso impregnato di satira e burle. Bisognerà attendere il Settecento per ritrovare due altri verseggiatori dialettali monferrini e cioè il priore Stefano Incisa e il capitano Giuseppe della Rocca, mentre in tempi più recenti e cioè nell'Ottocento spicca il più noto Angelo Brofferio, politico, giornalista e deputato legato al Risorgimento, che scrisse canzoni dialettali, commedie e opere di storia.

### Arte

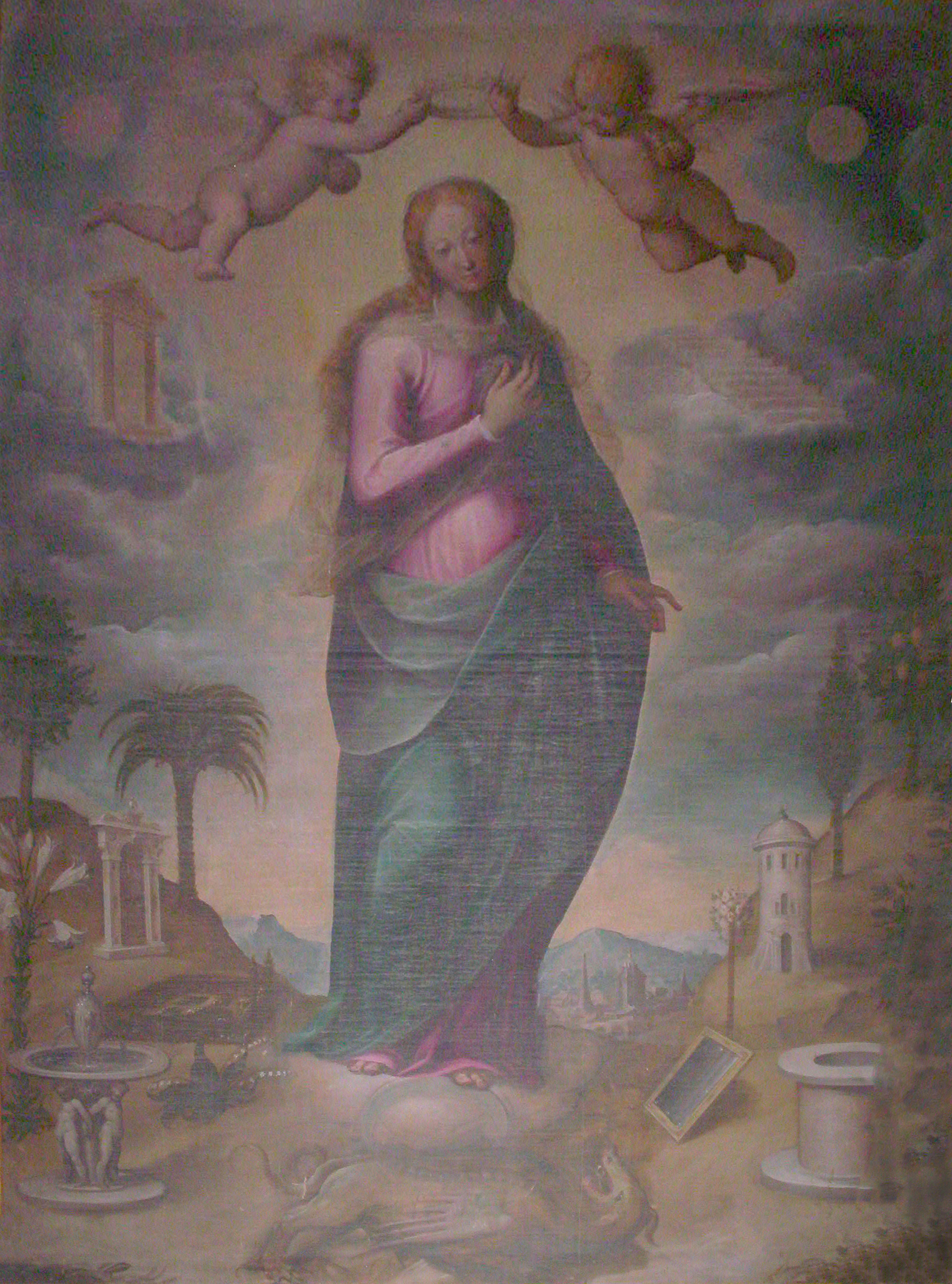
Madonna immacolata - Guglielmo Caccia detto "Il Moncalvo" - sec. XVII, conservato presso la Chiesa dell'Abbazia di Grazzano Badoglio

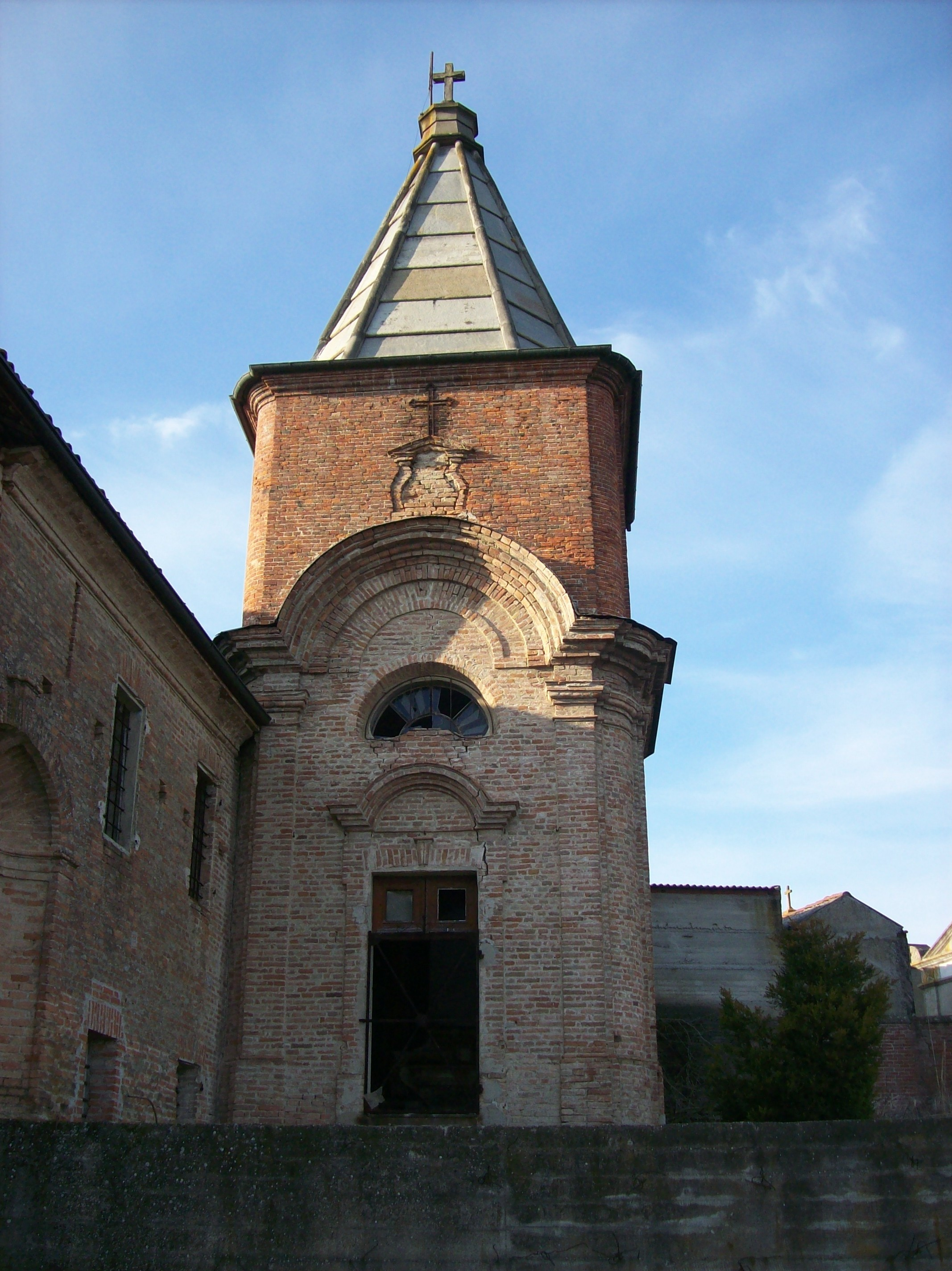
Cappella di Guazzolo (fraz. di Castelletto Merli, Alessandria) esempio di barocco piemontese attribuita all'architetto Magnocavallo

Tra gli artisti attivi nel Monferrato, degni di nota sono Gian Martino Spanzotti, casalese e pittore del Rinascimento; Andrea Pozzo, pittore e architetto gesuita attivo nel XVII secolo; il pittore Pier Francesco Guala; Macrino d'Alba, contemporaneo dello Spanzotti, le cui opere sono conservate in collezioni private e pubbliche negli Stati Uniti e a Torino. Le sue opere più importanti si possono tuttavia identificare in un trittico ospitato nel castello di Camino, in una "Madonna in trono" conservata nel santuario del Sacro Monte di Crea, in un'altra "Madonna" conservata nella chiesa di S. Giovanni Battista ad Alba e in uno "Sposalizio di S. Caterina" che orna la parrocchiale di Neviglie nelle Langhe. Il terzo artista monferrino cronologicamente parlando ma certamente non meno rilevante dei precedenti è Guglielmo Caccia, soprannominato "Il Moncalvo". Ricordiamo tra le sue opere un "Redentore" custodito al Museo civico di Asti e una "Resurrezione" conservata nel Duomo; inoltre diversi quadri si trovano nelle parrocchiali di Grazzano Badoglio, Villadeati, Casale Monferrato, San Salvatore Monferrato, Moncalvo e Castagnito.

### Architettura

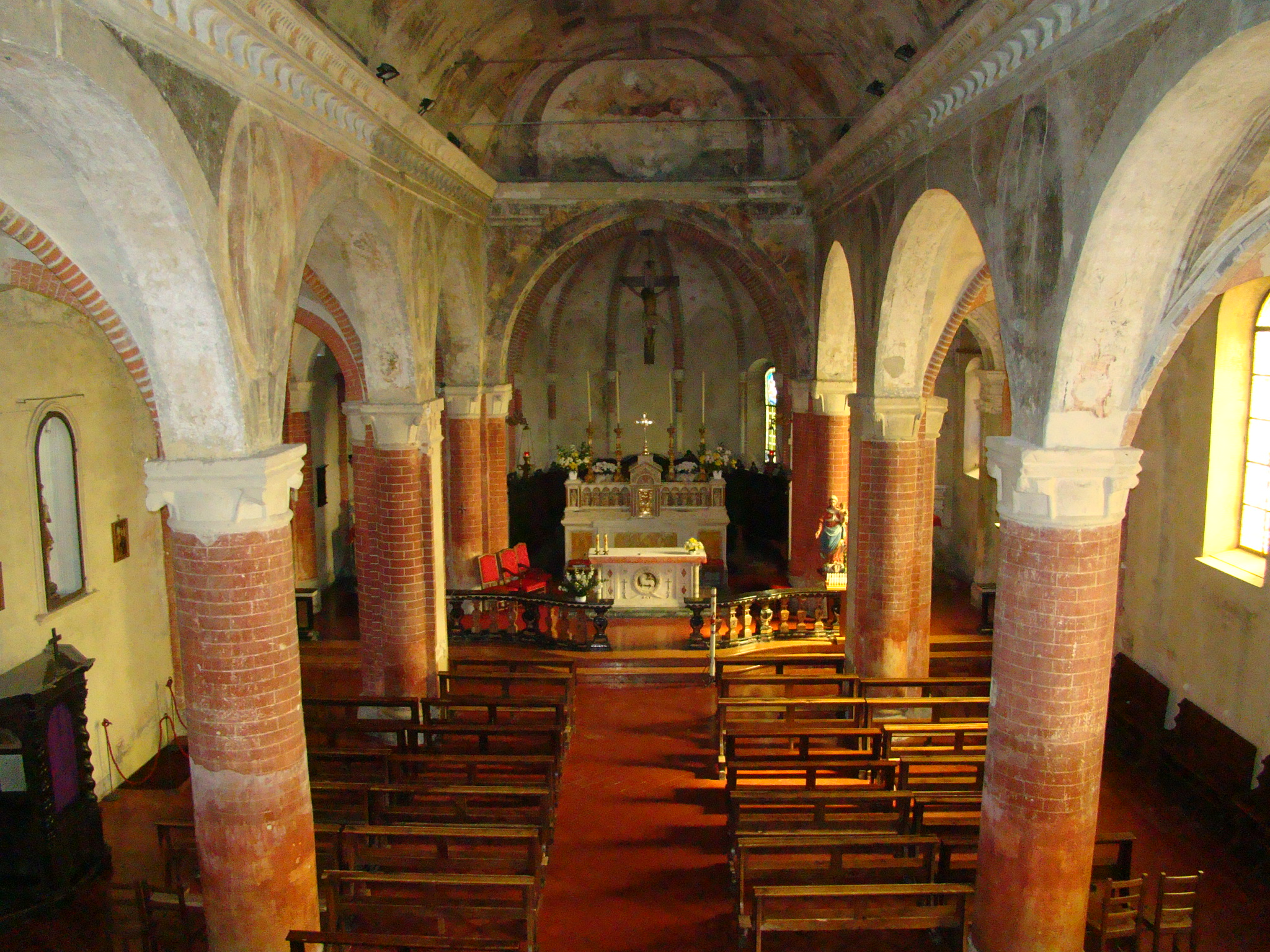
San Salvatore in Ozzano Monferrato presenta un'architettura gotico-rinascimentale, conserva affreschi di fine Quattrocento, alcuni di scuola Spanzottiana, e una notevole volta interamente affrescata nella prima metà del Cinquecento secondo modi del rinascimento dell'Italia centrale (forse legati a Mercurino Arborio Gattinara)

L'architettura fiorì nel Monferrato a partire dall'anno 1000 in avanti ed è ben visibile negli innumerevoli edifici, chiese, castelli e palazzi delle varie epoche, molti dei quali ancora ben conservati. Fu influenzata da correnti romaniche, gotiche e rinascimentali prima di trasformarsi, a partire dal 1600, in barocco piemontese. Degni di nota, sono due artisti che operarono nel Monferrato: Benedetto Alfieri (1707-1767) di Asti, considerato successore di Filippo Juvarra, Francesco Gallo (1672-1750) di Mondovì. Grandi architetti come il Magnocavallo vi hanno inoltre lavorato lasciando splendide testimonianze. Francesco Ottavio Magnocavalli nacque a Casale Monferrato e durante la sua vita si dedicò con crescente impegno allo studio e alla pratica dell'architettura, progettando innumerevoli chiese e palazzi a Casale e in tutto il Monferrato.

### Sport
Il Monferrato operò e opera tuttora come uno dei principali fulcri di propagazione della palla tamburello. Numerosi sono i campi da gioco, il cui nome tecnico è sferisterio.

## Luoghi di interesse

### Sacro Monte di Crea
Il Sacro Monte di Crea è situato su una delle più alte colline del Basso Monferrato, nei pressi di Serralunga di Crea, in provincia di Alessandria ed è stato inserito nel 2003 dall'UNESCO nell'elenco dei patrimoni dell'umanità.

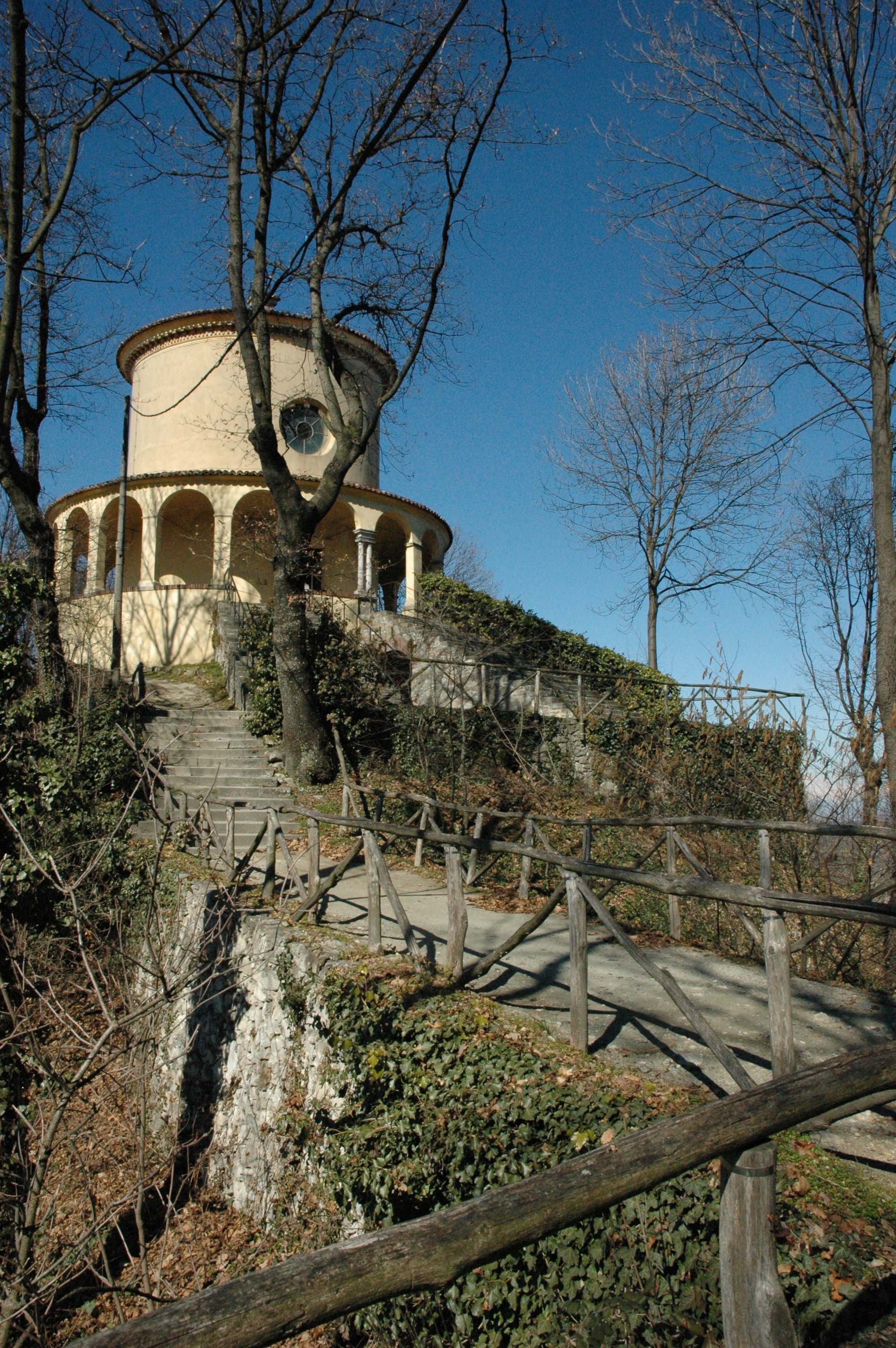
Sacro Monte di Crea Cappella del Paradiso
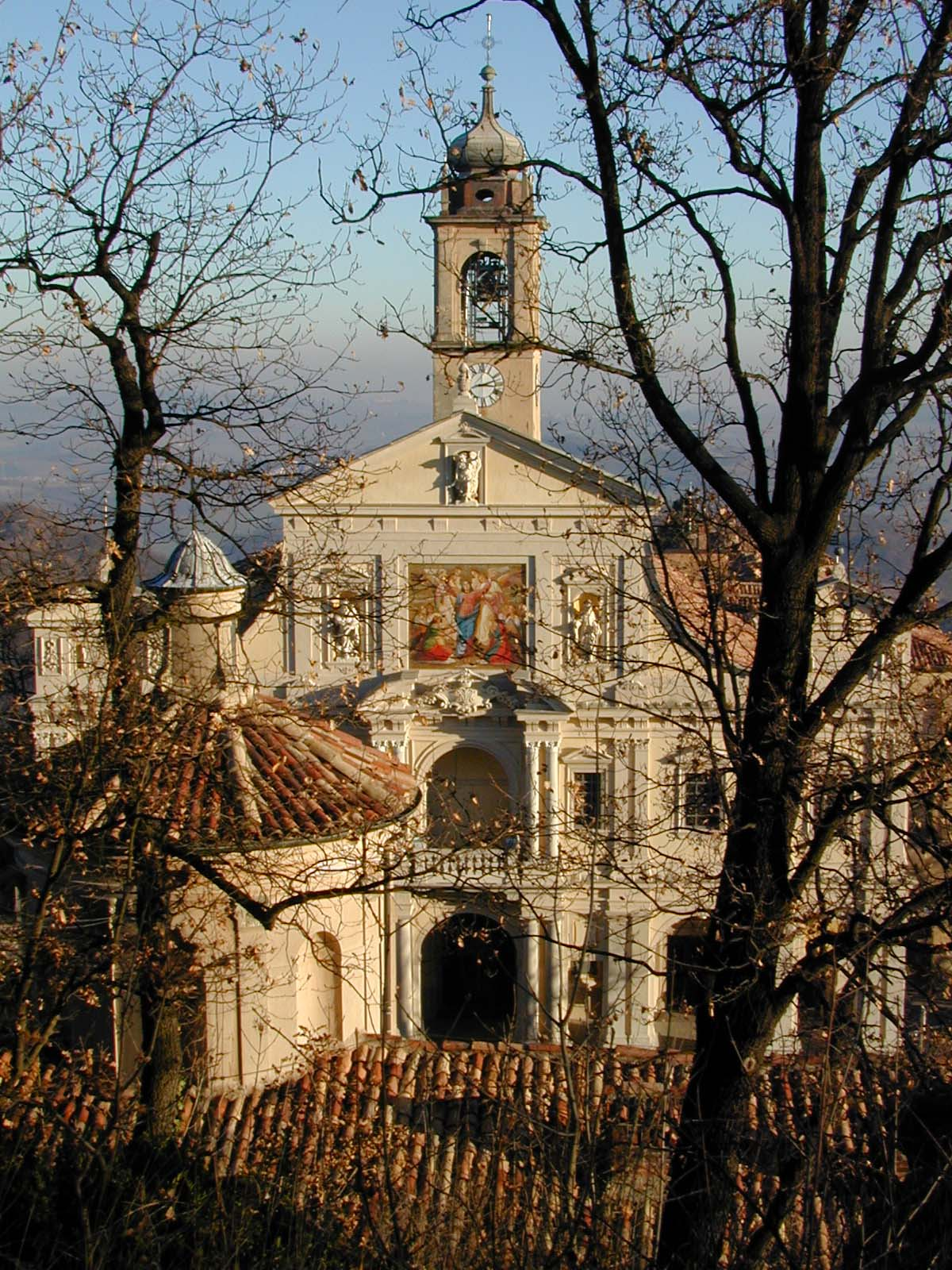
Sacro Monte di Crea Santuario
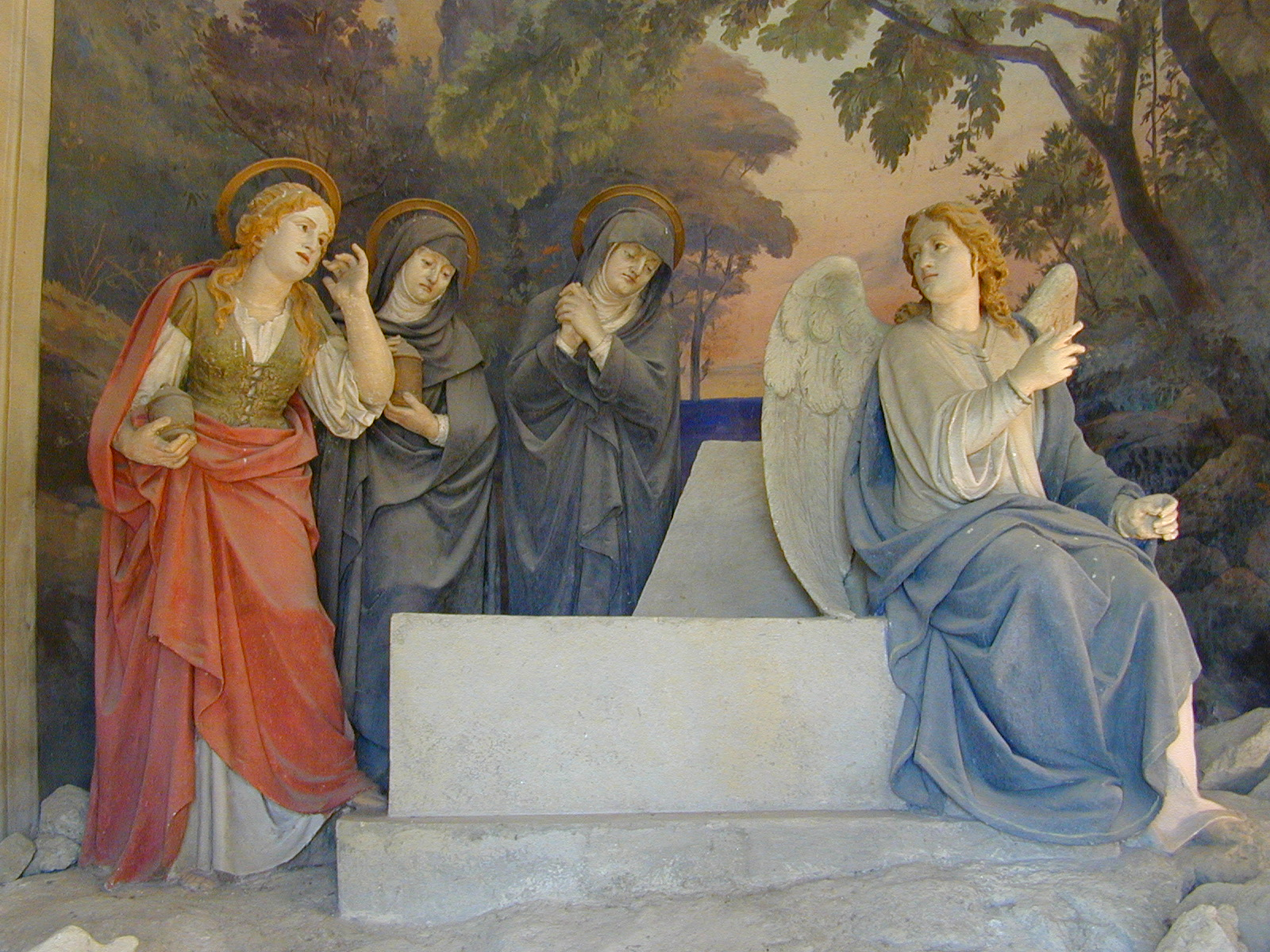
Sacro Monte di Crea Cappella 19 (La Resurrezione)
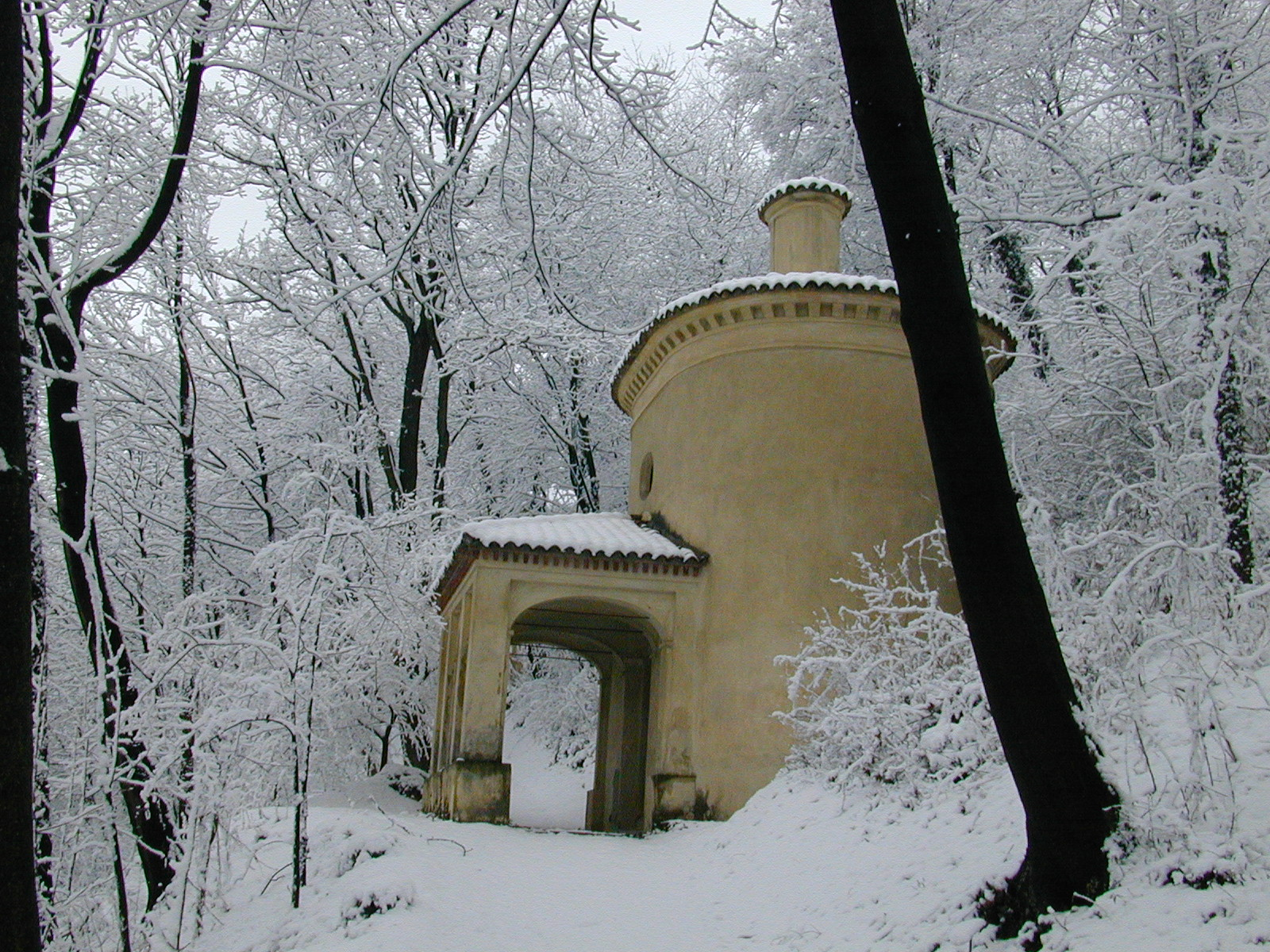
Sacro Monte di Crea Immagine invernale della Cappella 4

### Forte di Gavi
Il forte di Gavi è una storica fortezza di tipo prettamente difensivo costruita dai genovesi su un preesistente castello di origine medioevale. È di proprietà demaniale ed è adibito a struttura museale. È uno dei monumenti più rilevanti della zona del Novese e dell'Oltregiogo.

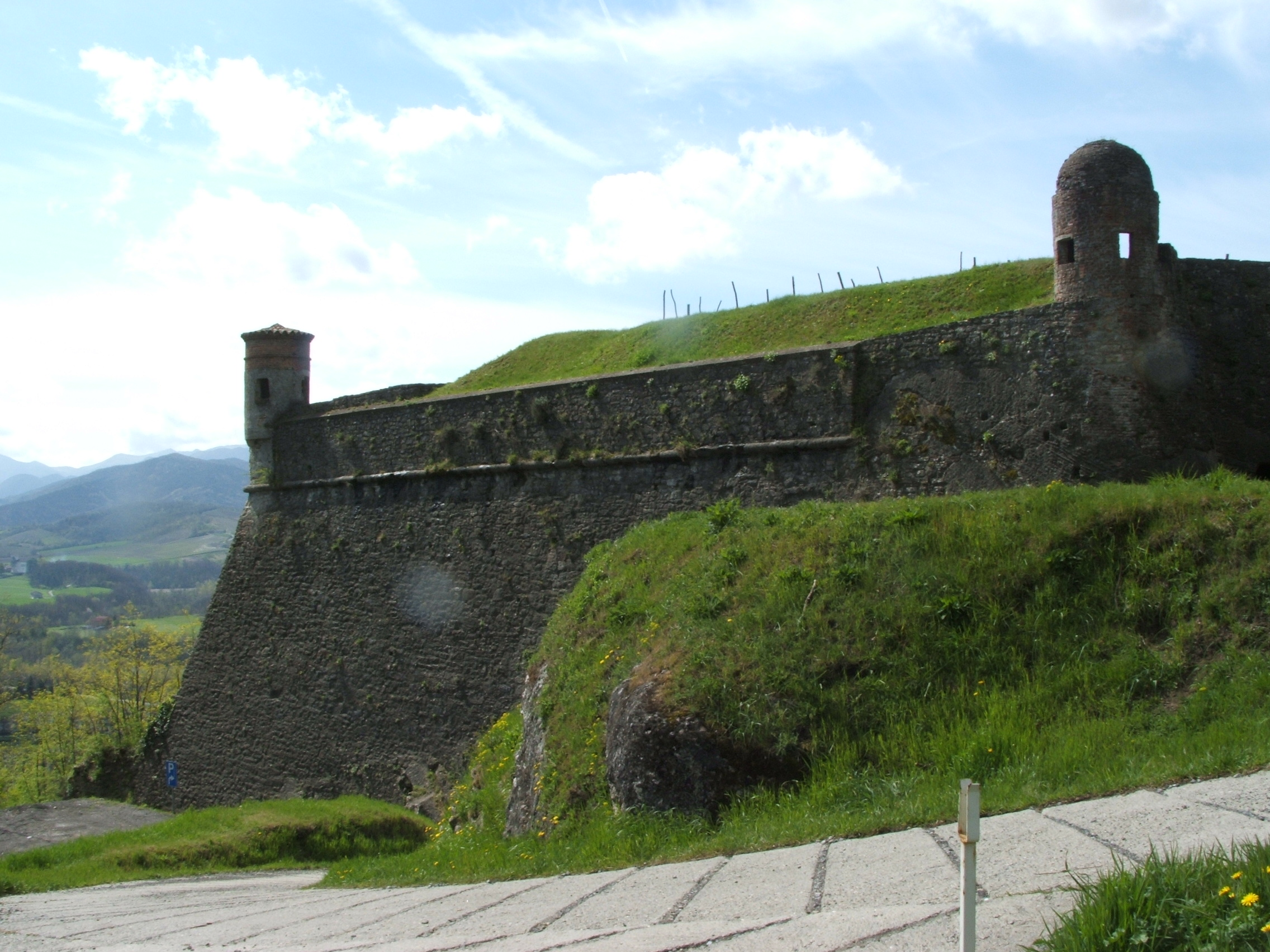
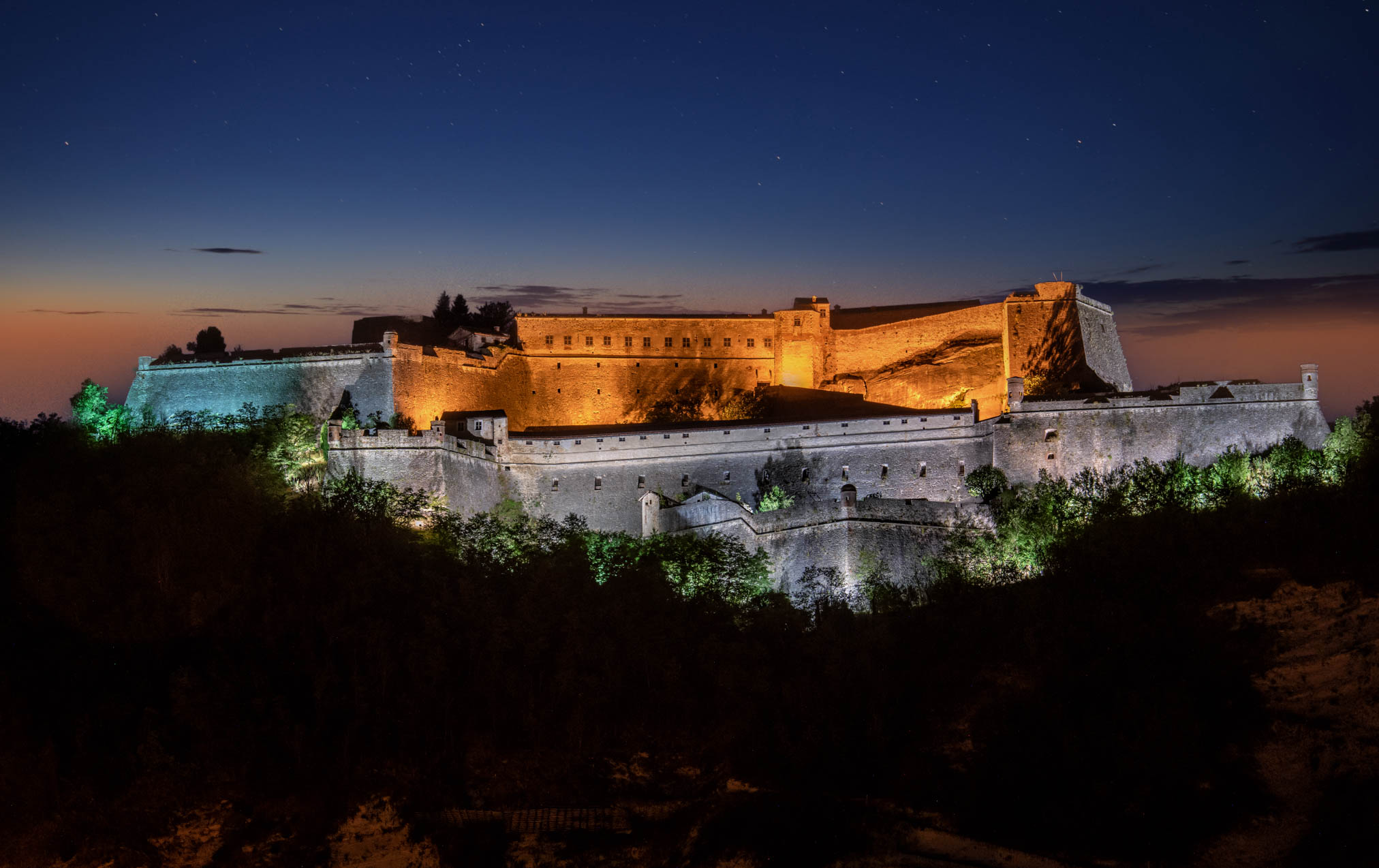
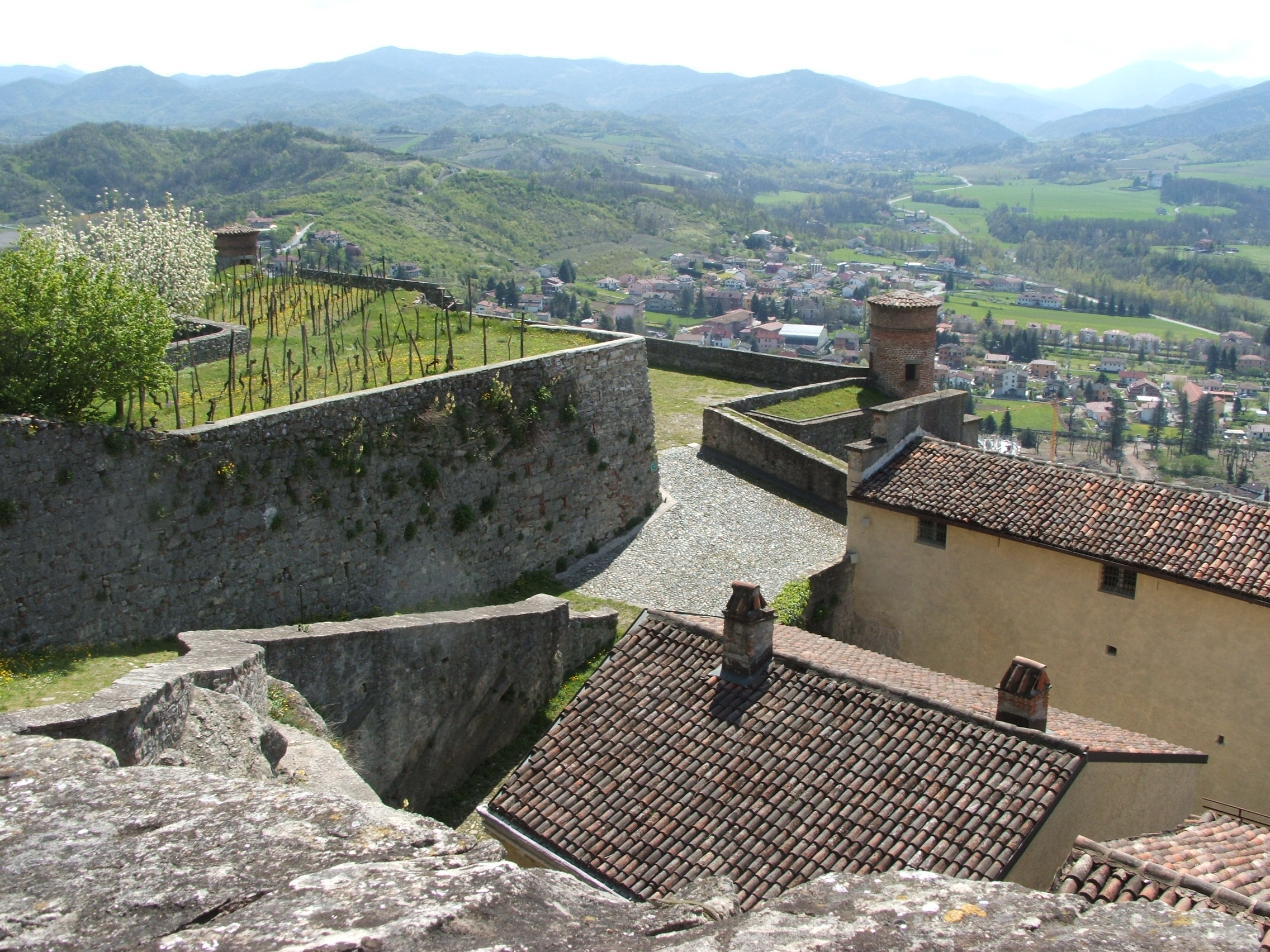
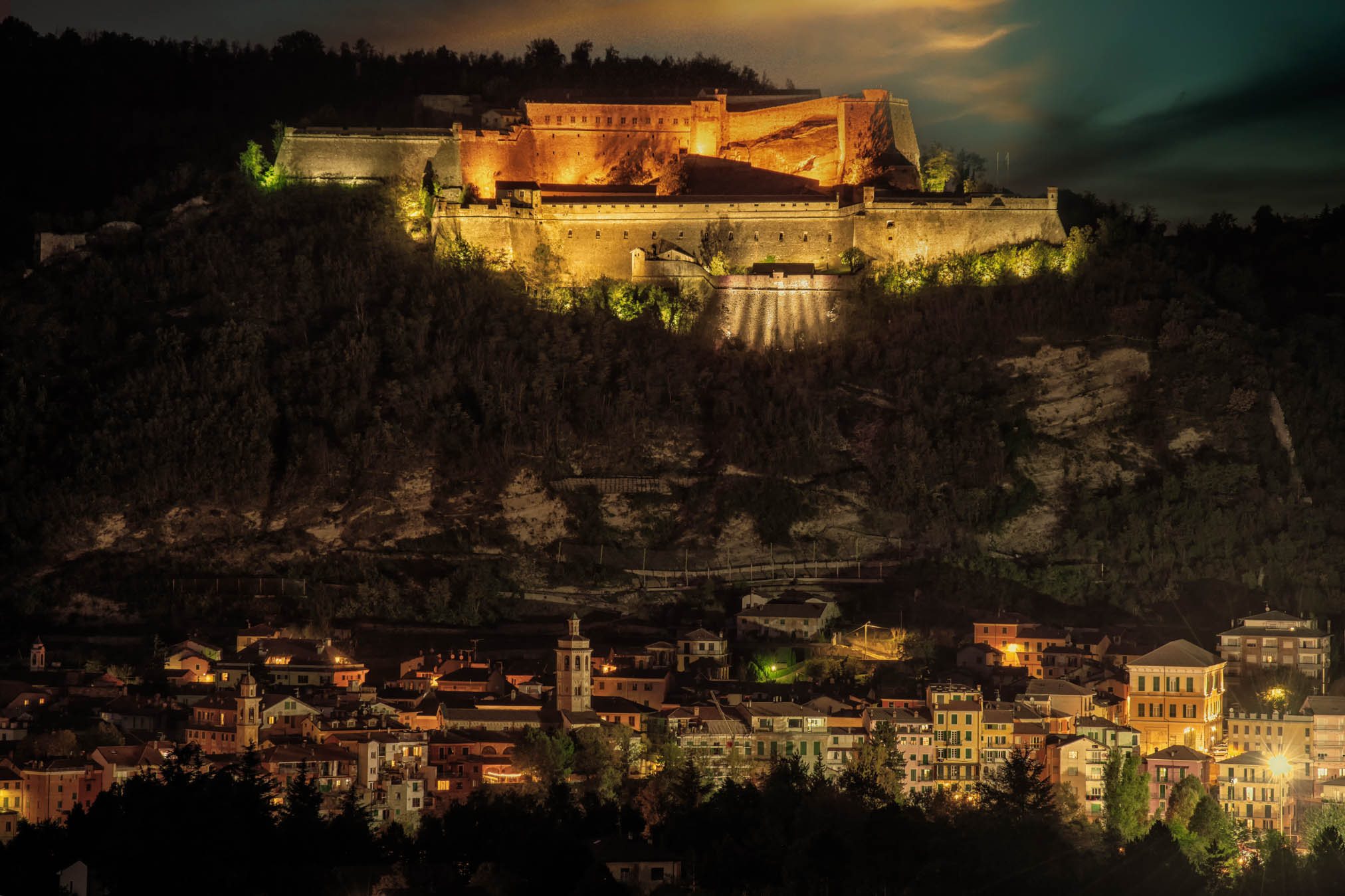

### Museo dei Campionissimi
Il museo dei campionissimi, situato a Novi Ligure, è il più grande museo d'Europa dedicato al ciclismo e in particolare ai ciclisti Fausto Coppi e Costante Girardengo, che hanno vissuto gran parte della loro vita nella città piemontese. 

### Galleria d'immagini

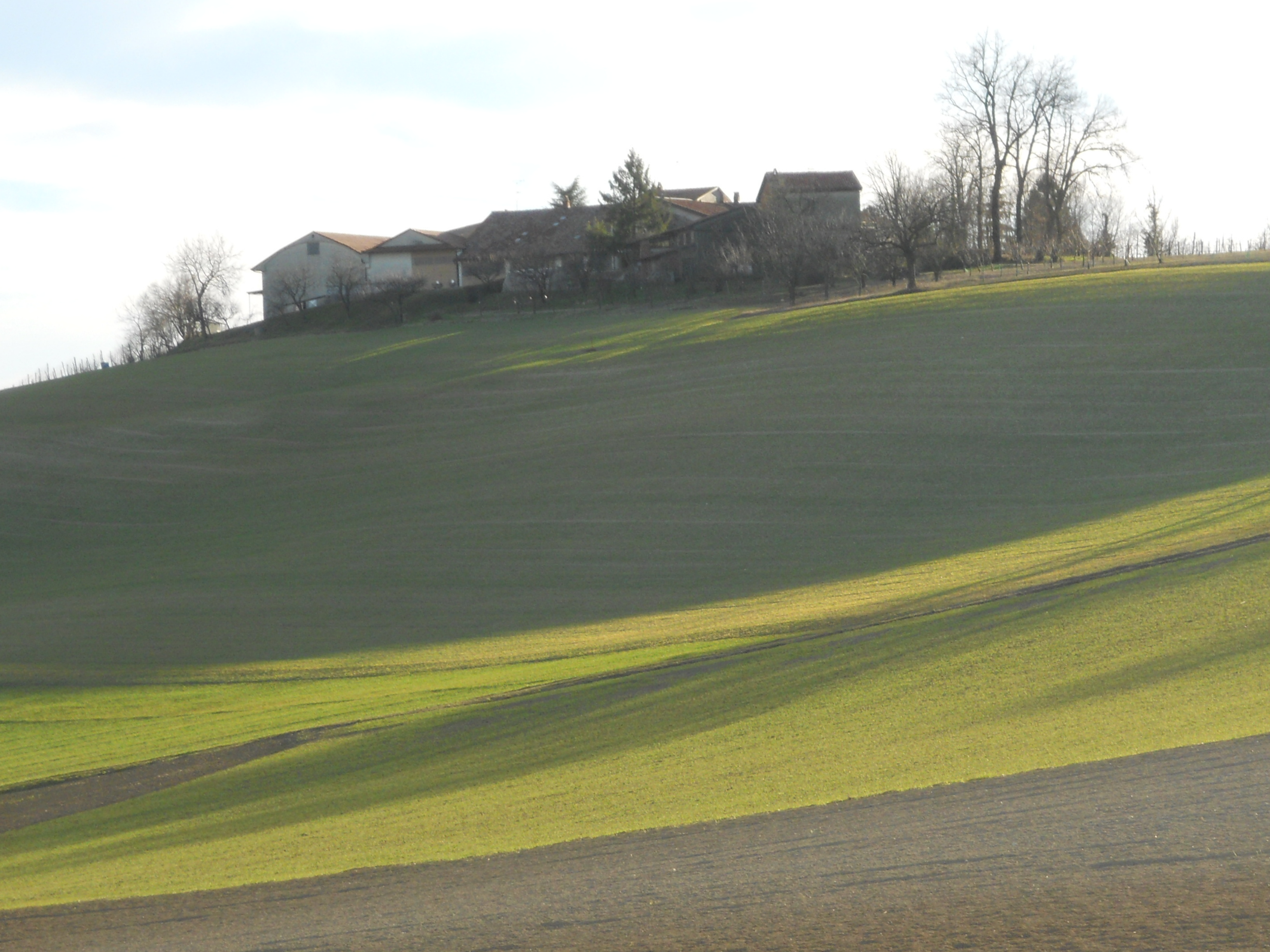
Paesaggio tipico nei dintorni di Villadeati
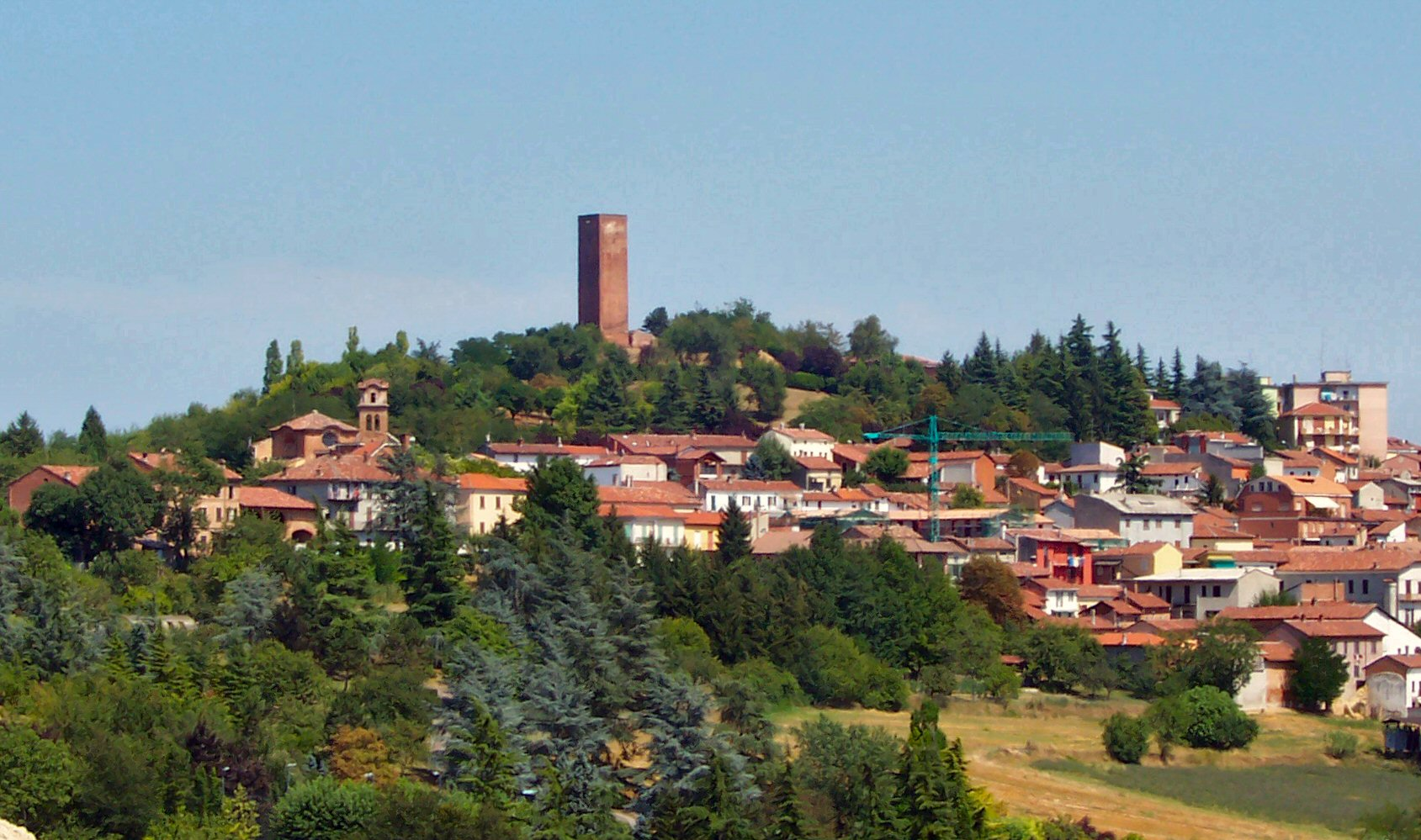
San Salvatore Monferrato
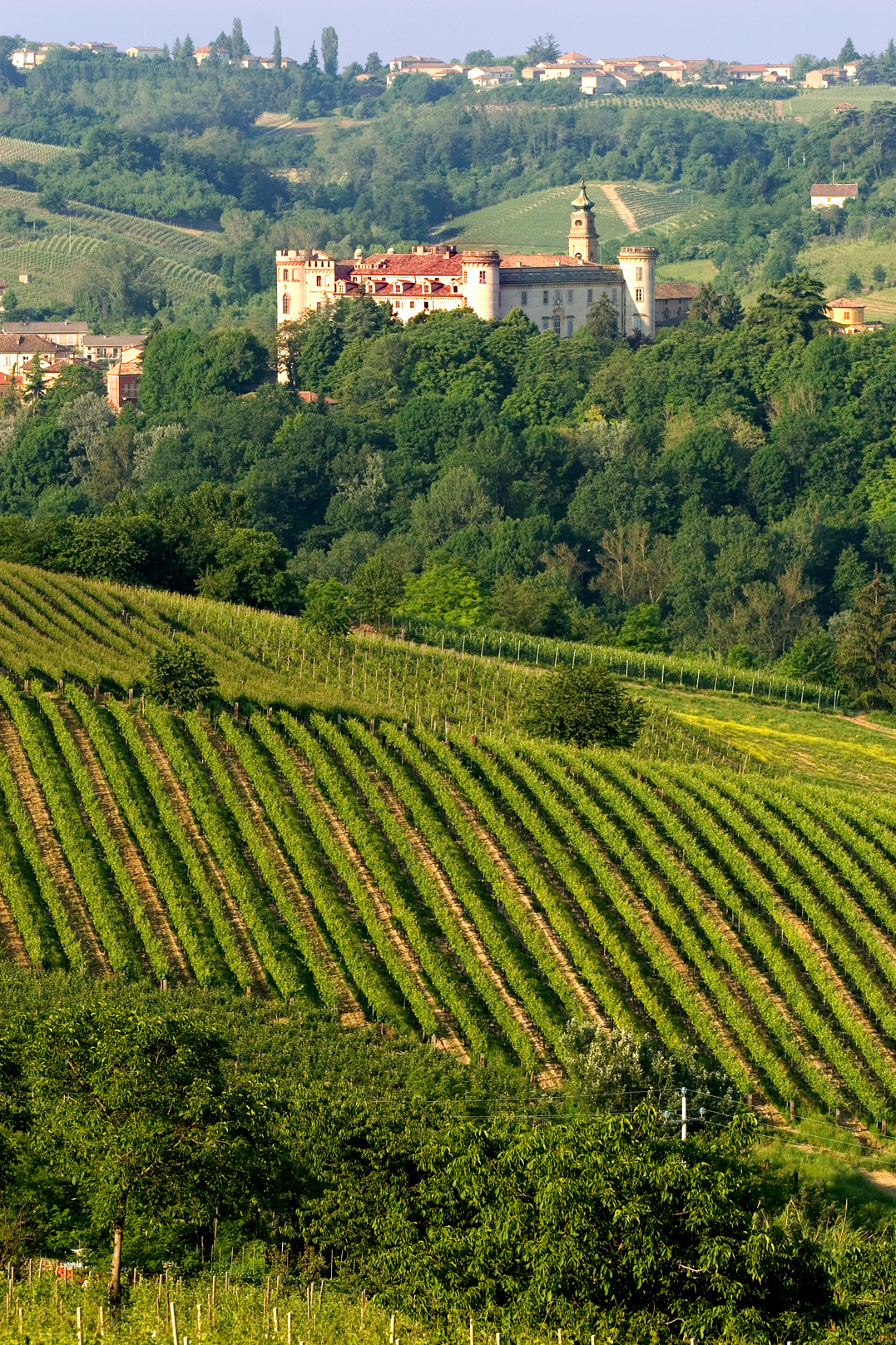
Castello di Costigliole d'Asti
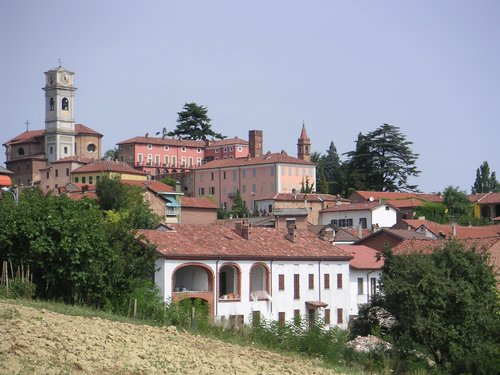
Castelletto Monferrato
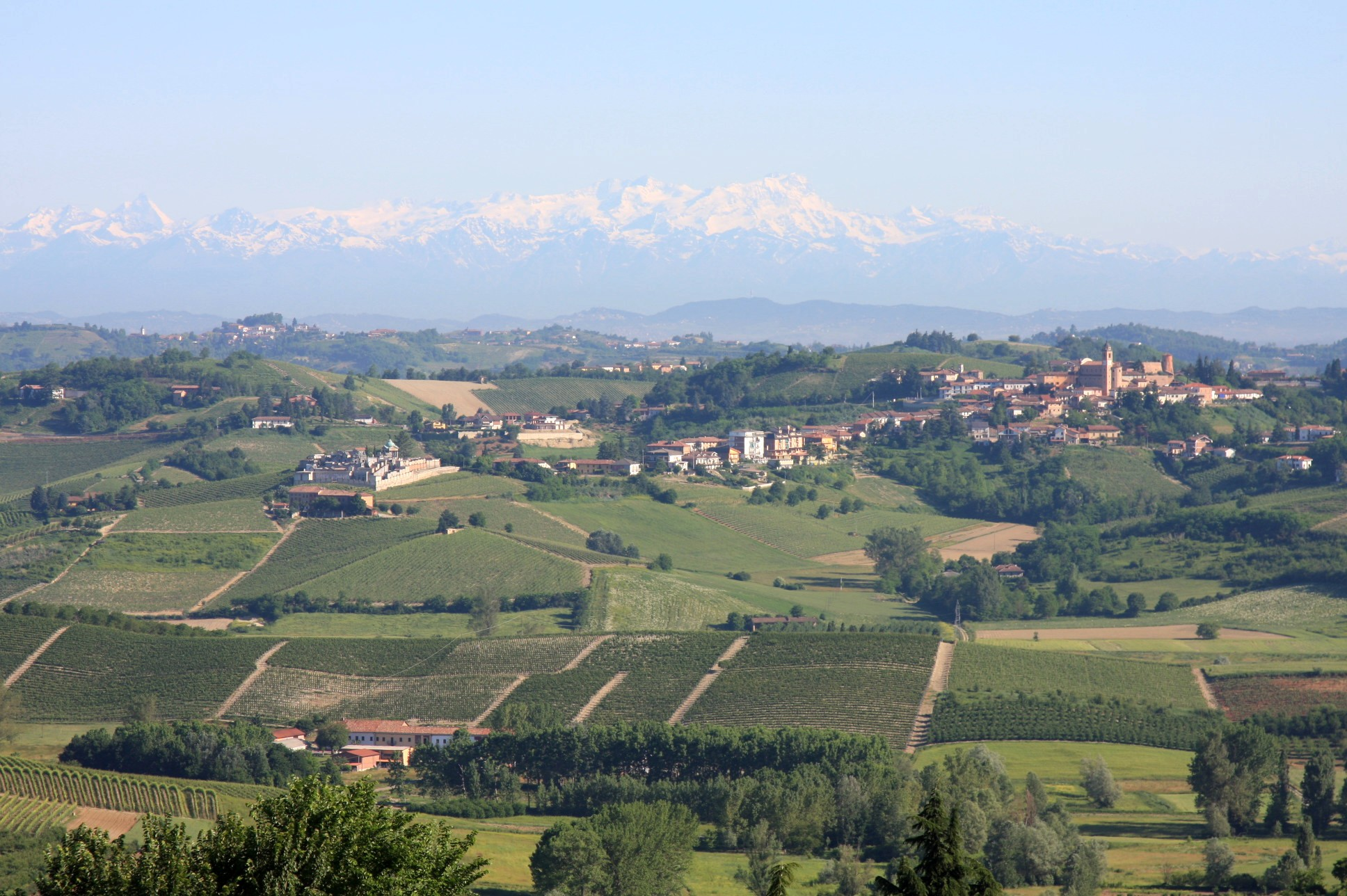
Panorama da Castelnuovo Calcea con veduta verso il Monte Rosa
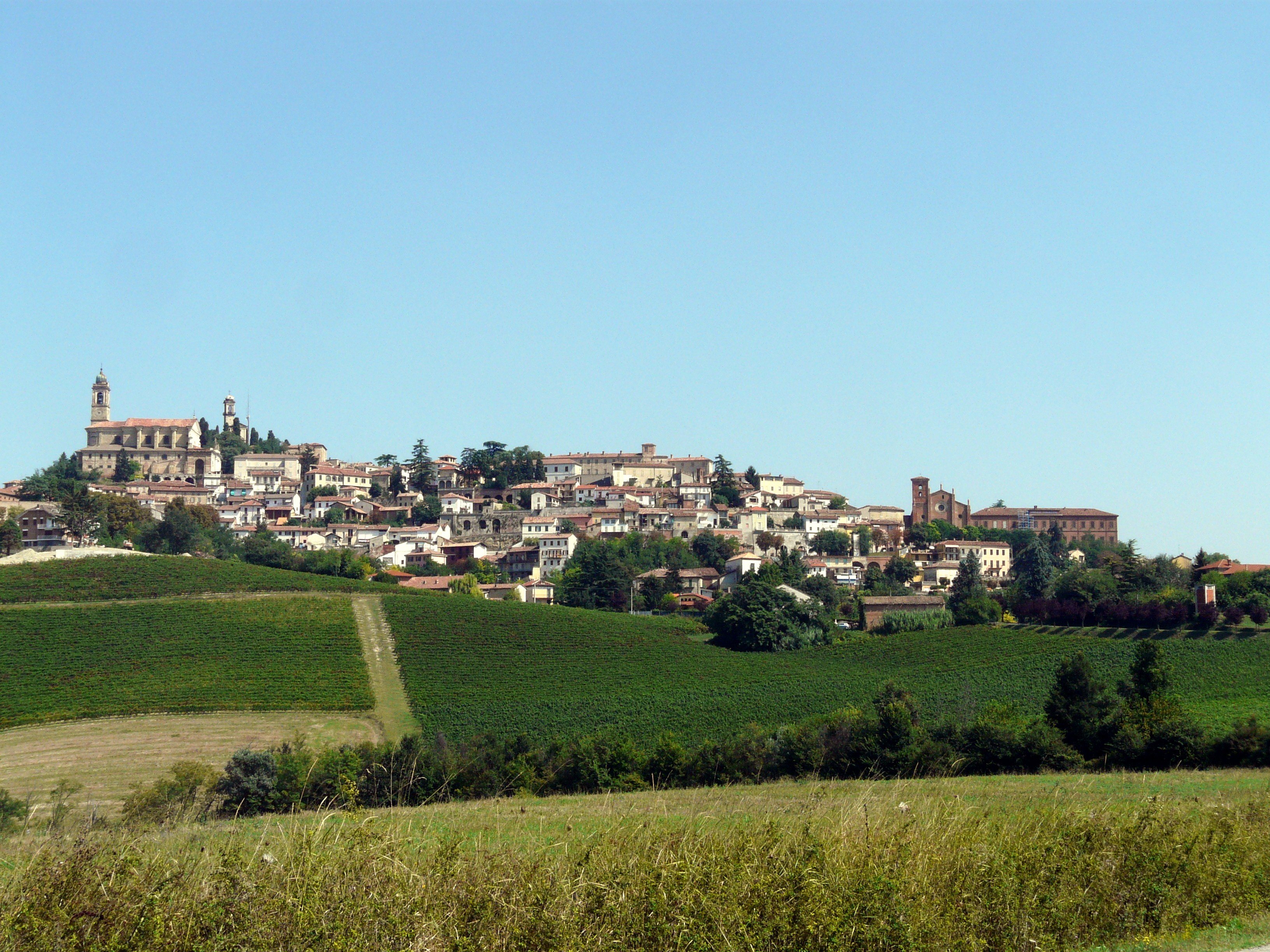
Vignale Monferrato
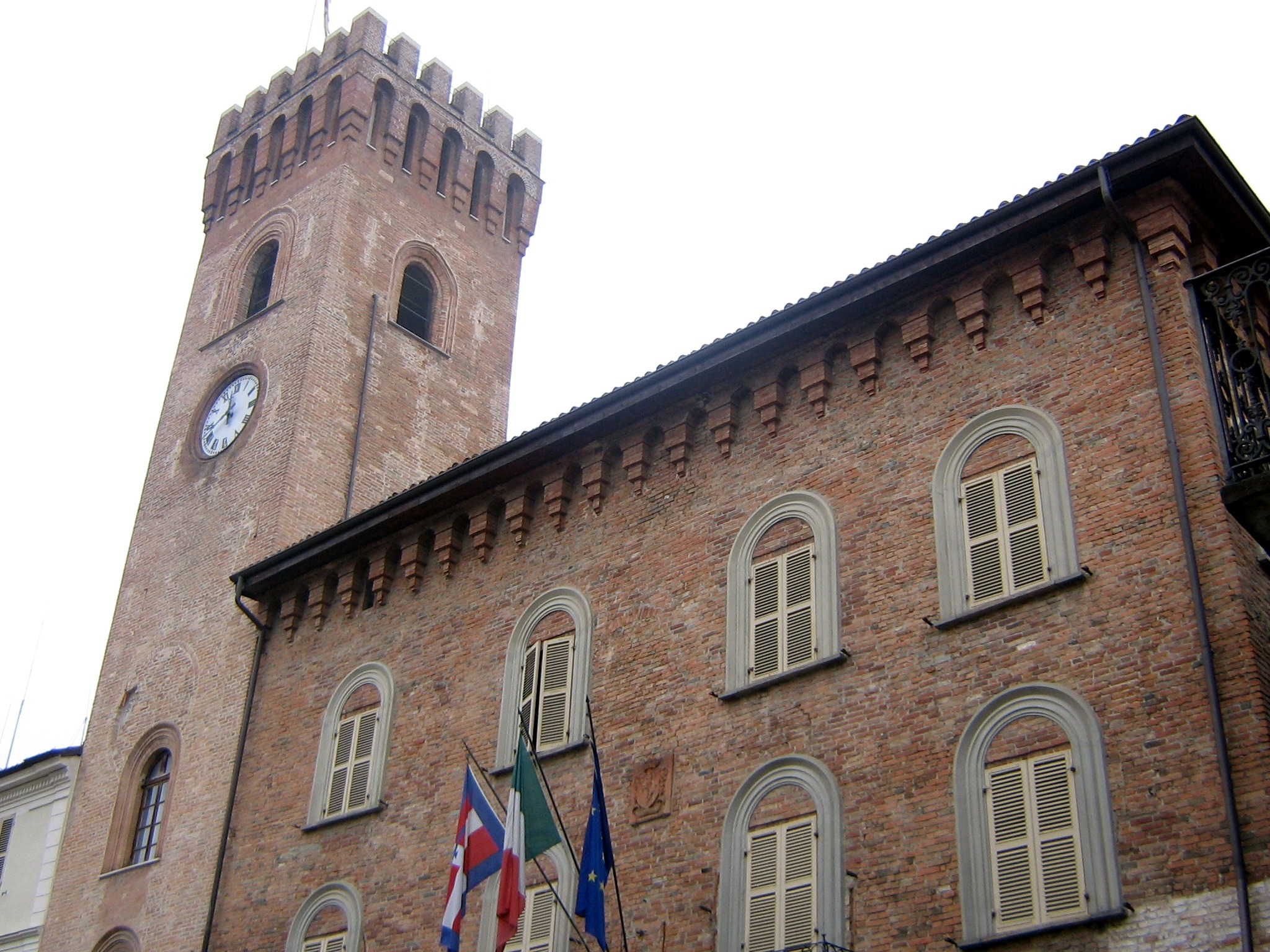
Nizza Monferrato
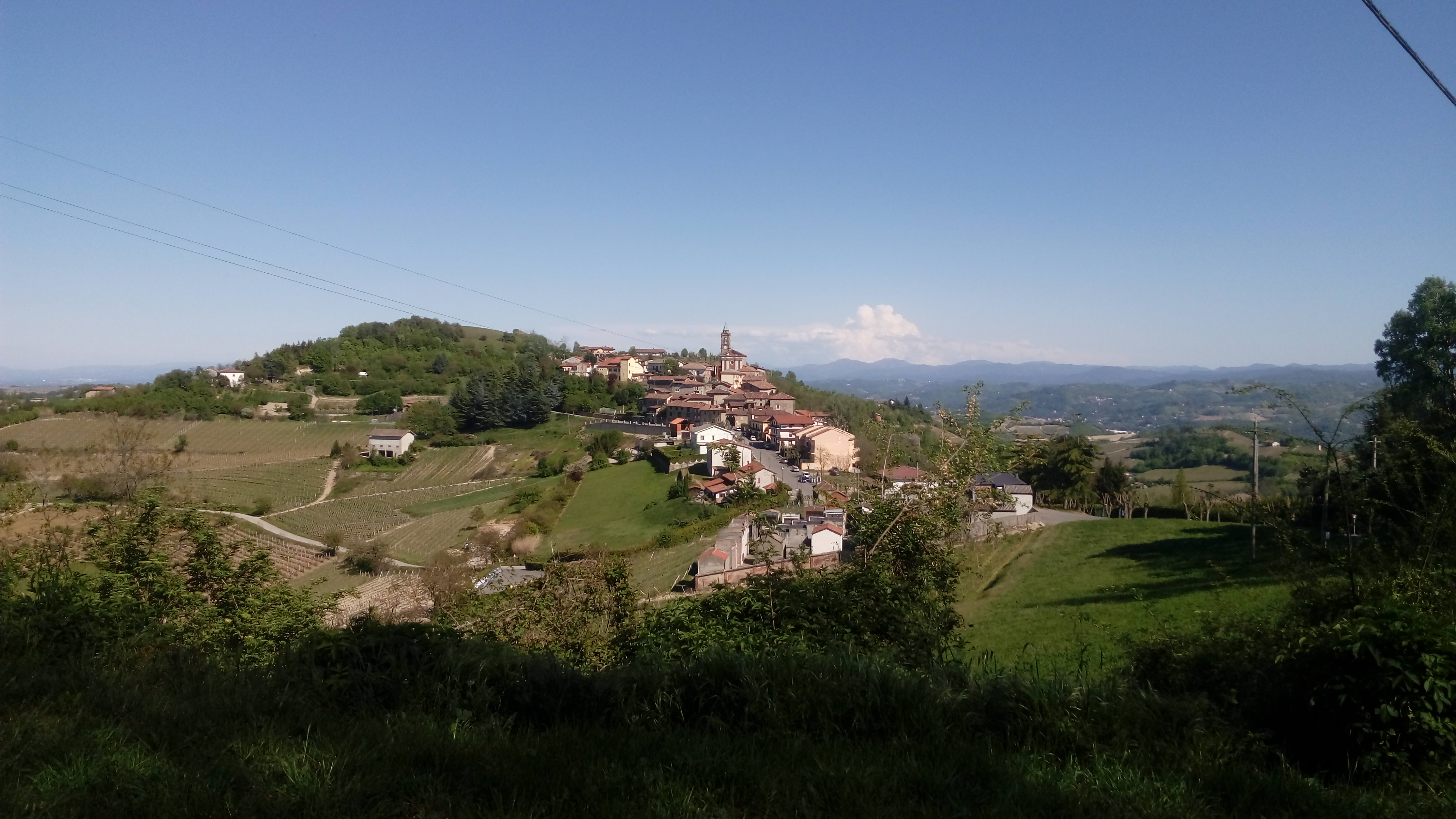
Montabone
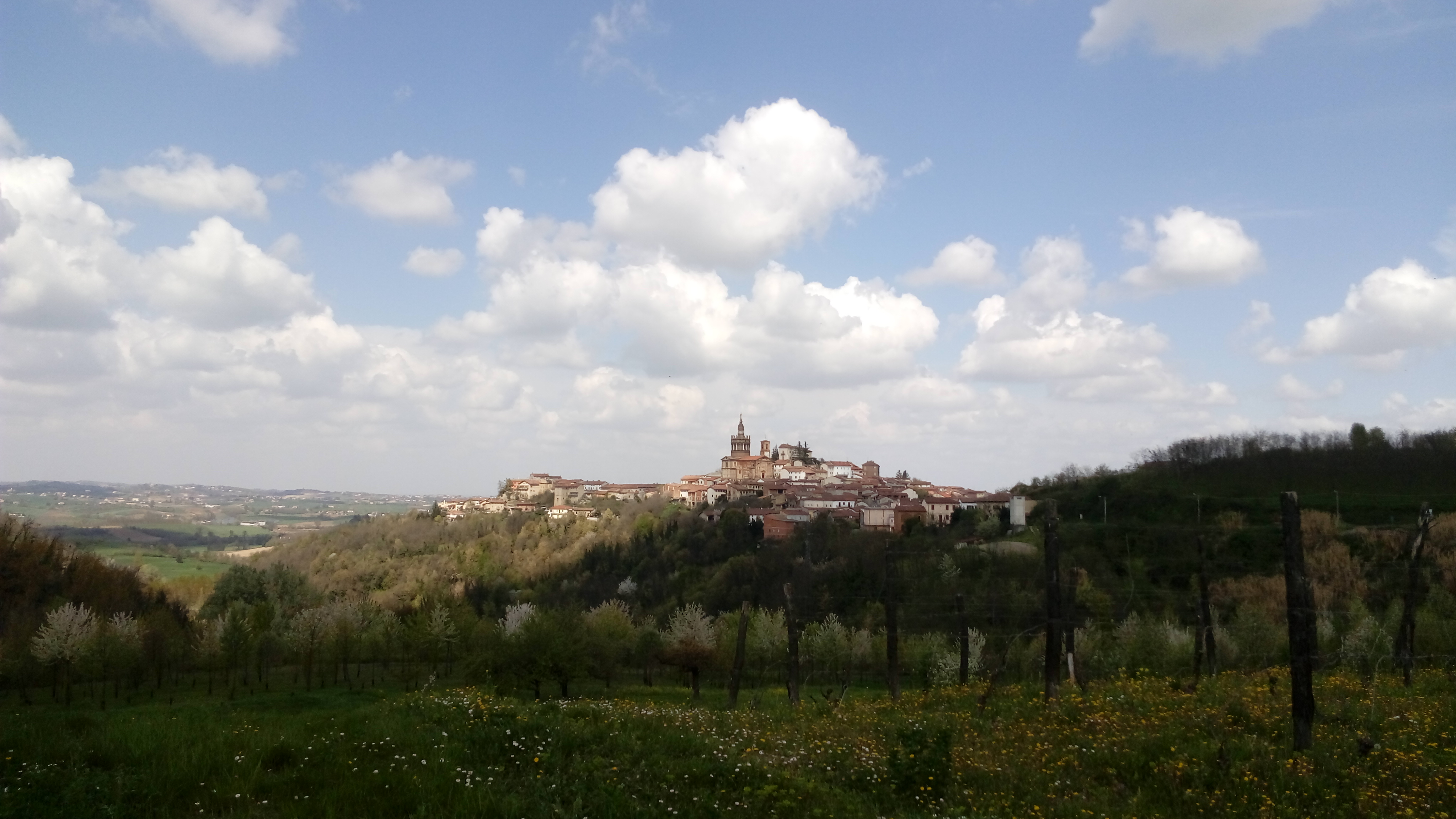
Camagna Monferrato
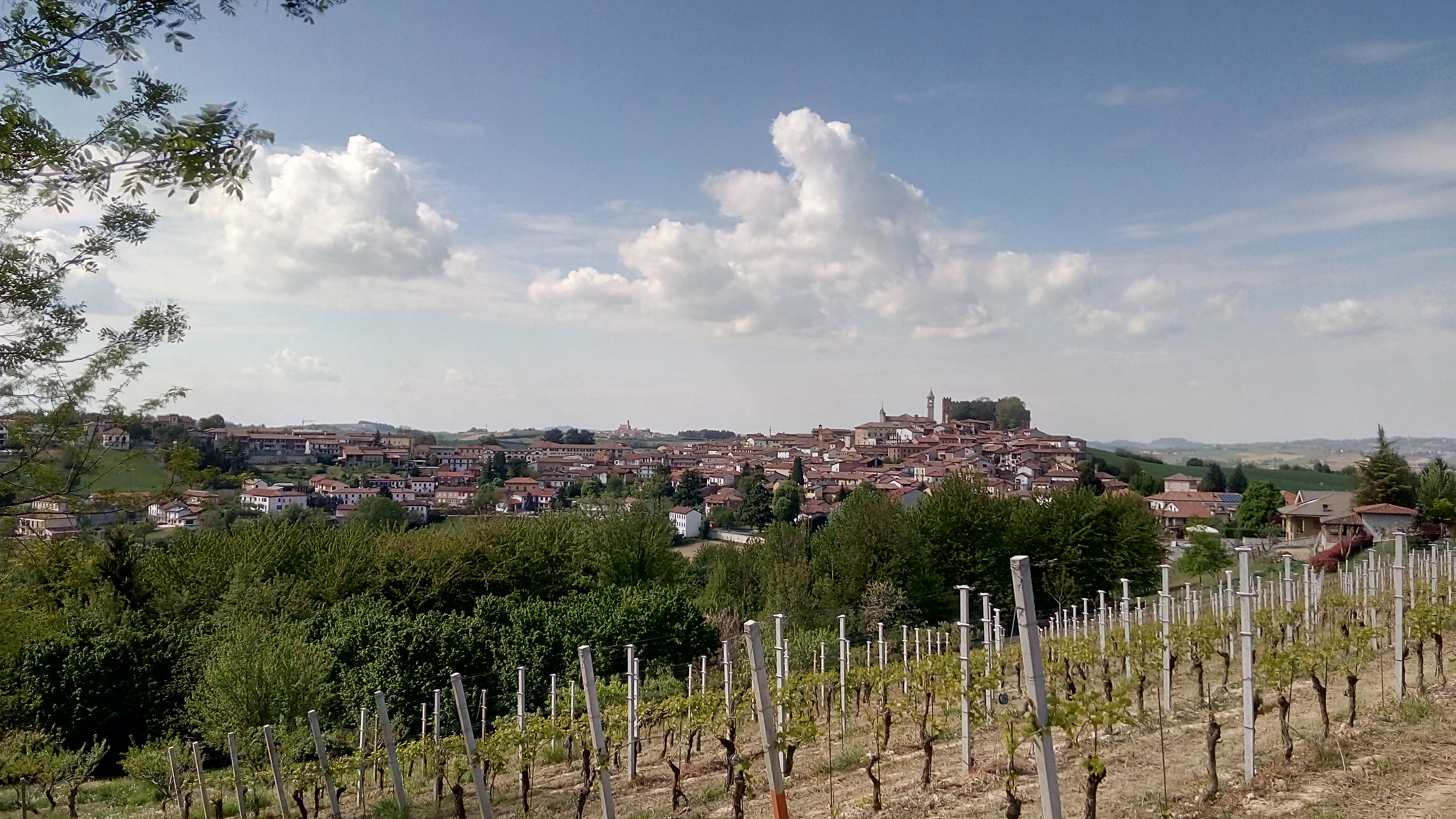
Montemagno
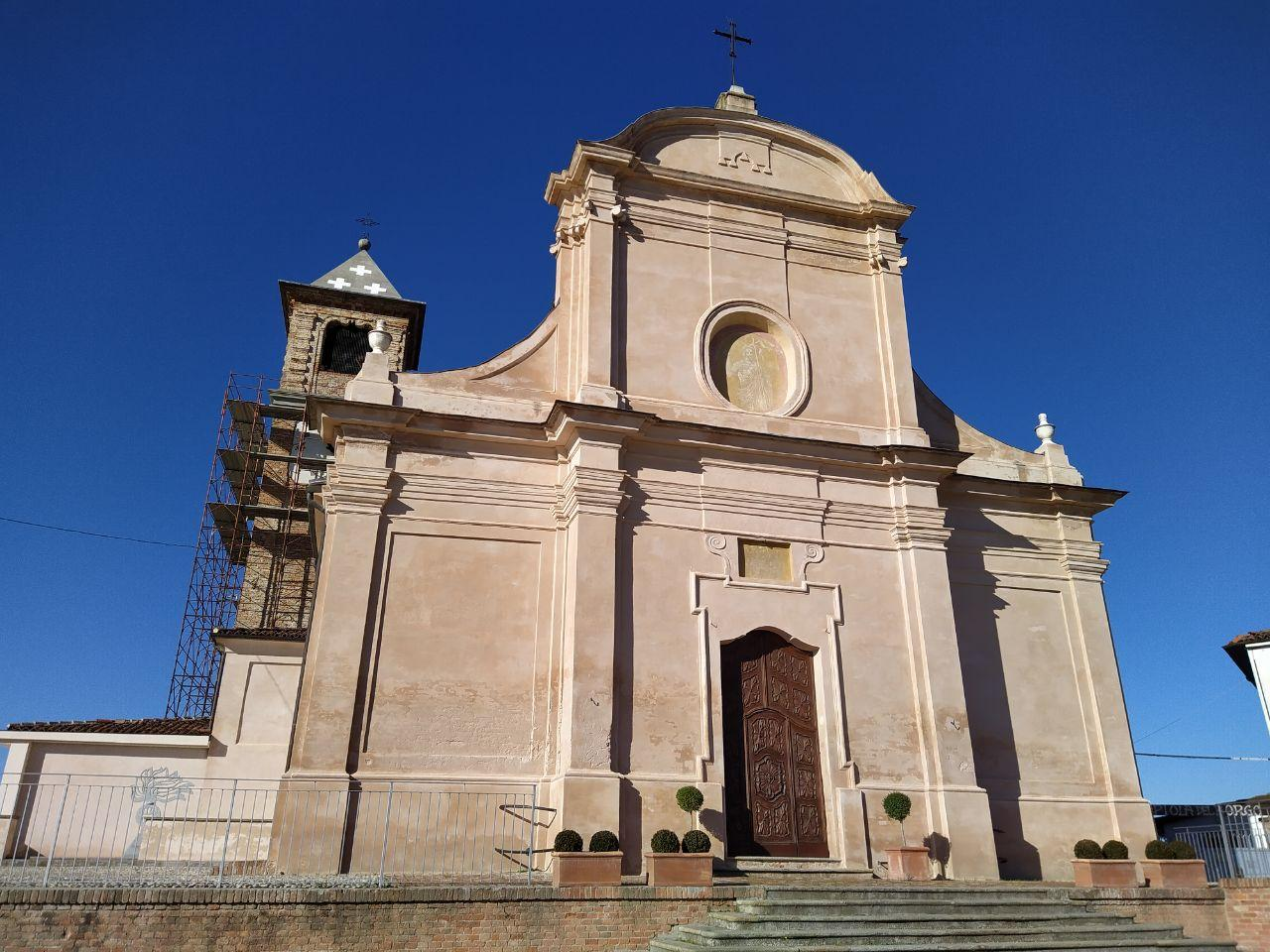
Santuario Virgo Fidelis, Incisa Scapaccino
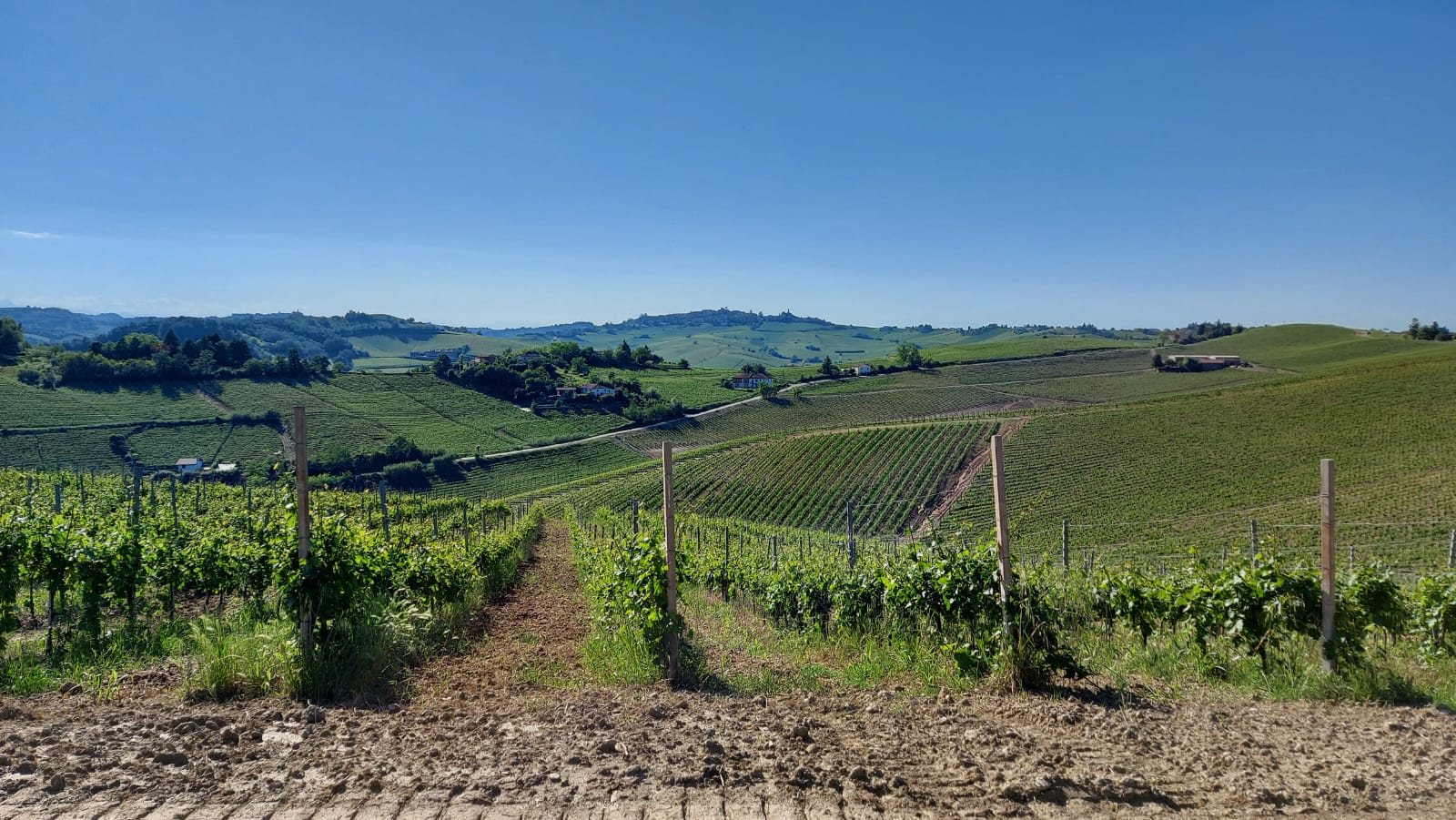
Alto Monferrato Acquese
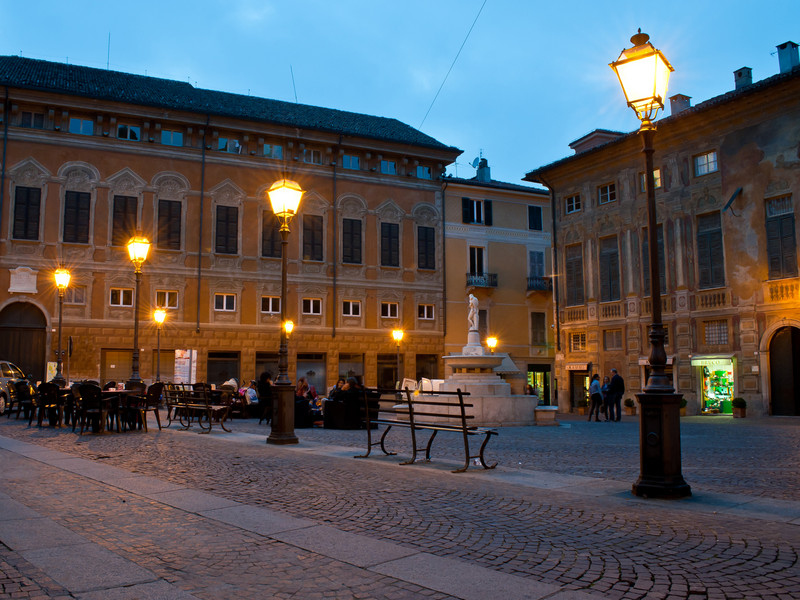
Novi Ligure
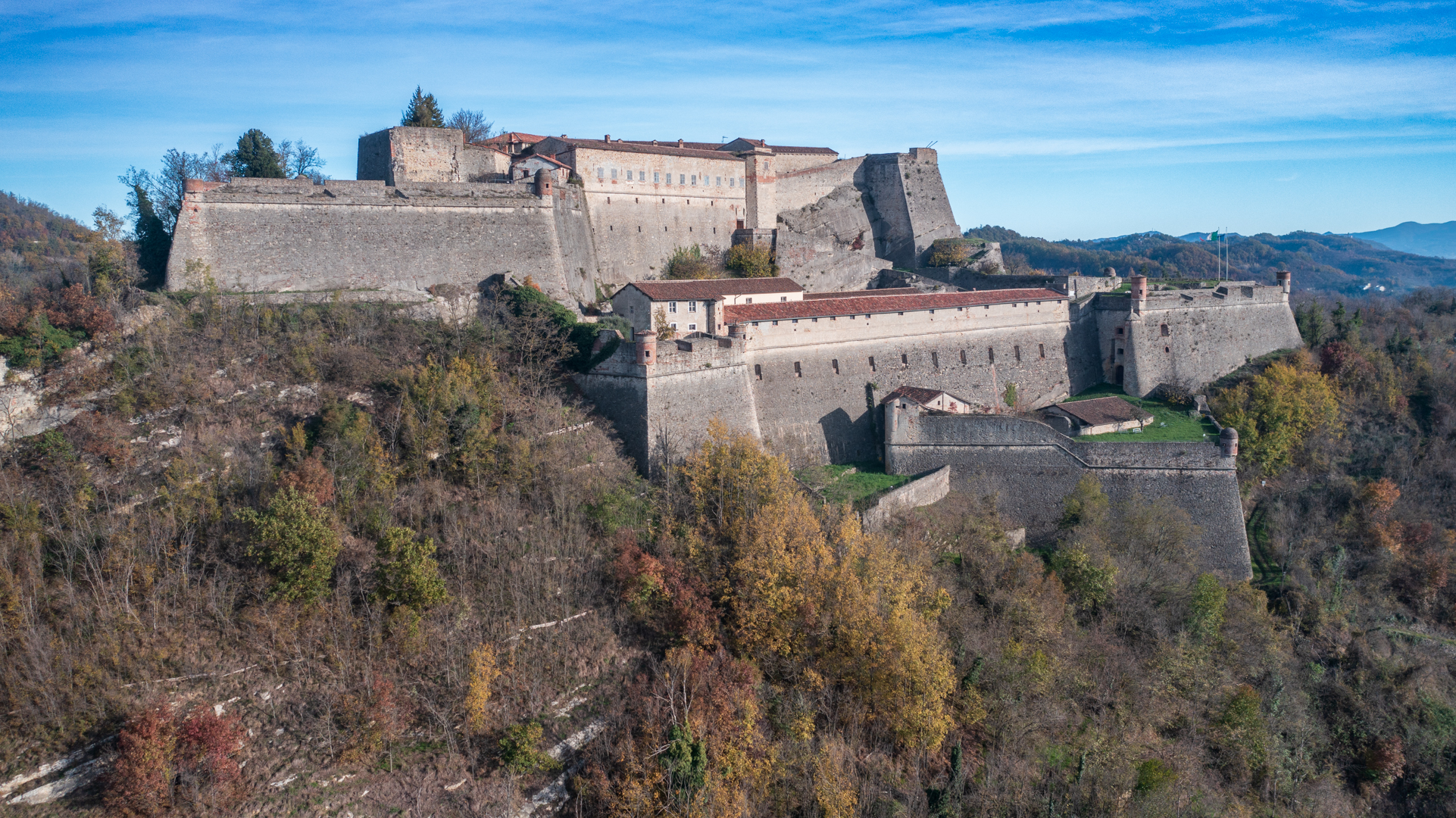
Forte di Gavi
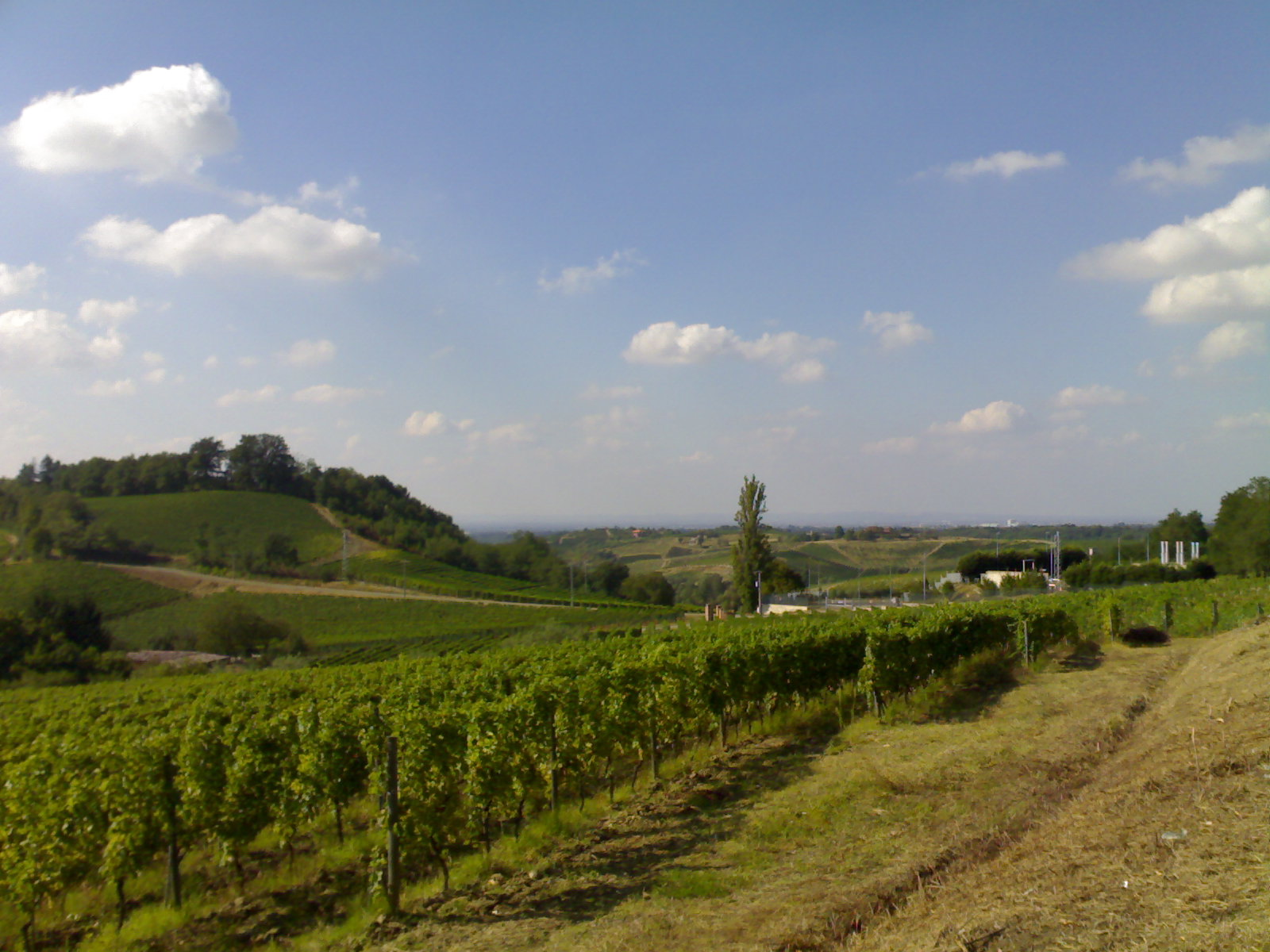
Alto Monferrato Novese